# Liste der Kulturdenkmale in der Südvorstadt (Dresden)
Die Liste der Kulturdenkmale in der Südvorstadt enthält die Kulturdenkmale des Stadtteils Südvorstadt in der Dresdner Gemarkung Altstadt II. 

Diese Gemarkung gliedert sich in die Stadtteile Johannstadt, Seevorstadt, Südvorstadt, Äußere Wilsdruffer Vorstadt und Großer Garten.
Diese Liste enthält die Kulturdenkmale des Stadtteils Südvorstadt unterteilt in die statistischen Bereiche Südvorstadt-Ost und Südvorstadt-West.
 Die Anmerkungen sind zu beachten.
Diese Liste ist eine Teilliste der Liste der Kulturdenkmale in Dresden. 

Diese Liste ist eine Teilliste der Liste der Kulturdenkmale in Sachsen.

## Legende
- Bild: Bild des Kulturdenkmals, ggf. zusätzlich mit einem Link zu weiteren Fotos des Kulturdenkmals im Medienarchiv Wikimedia Commons. Wenn man auf das Kamerasymbol klickt, können Fotos zu Kulturdenkmalen aus dieser Liste hochgeladen werden:
- Bezeichnung: Denkmalgeschützte Objekte und ggf. Bauwerksname des Kulturdenkmals
- Lage: Straßenname und Hausnummer oder Flurstücknummer des Kulturdenkmals. Die Grundsortierung der Liste erfolgt nach dieser Adresse. Der Link (Karte) führt zu verschiedenen Kartendiensten mit der Position des Kulturdenkmals. Fehlt dieser Link, wurden die Koordinaten noch nicht eingetragen. Sind diese bekannt, können sie über ein Tool mit einer Kartenansicht einfach nachgetragen werden. In dieser Kartenansicht sind Kulturdenkmale ohne Koordinaten mit einem roten bzw. orangen Marker dargestellt und können durch Verschieben auf die richtige Position in der Karte mit Koordinaten versehen werden. Kulturdenkmale ohne Bild sind an einem blauen bzw. roten Marker erkennbar.
- Datierung: Baubeginn, Fertigstellung, Datum der Erstnennung oder grobe zeitliche Einordnung entsprechend des Eintrags in der sächsischen Denkmaldatenbank
- Beschreibung: Kurzcharakteristik des Kulturdenkmals entsprechend des Eintrags in der sächsischen Denkmaldatenbank, ggf. ergänzt durch die dort nur selten veröffentlichten Erfassungstexte oder zusätzliche Informationen
- ID: Vom Landesamt für Denkmalpflege Sachsen vergebene, das Kulturdenkmal eindeutig identifizierende Objekt-Nummer. Der Link führt zum PDF-Denkmaldokument des Landesamtes für Denkmalpflege Sachsen. Bei ehemaligen Kulturdenkmalen können die Objektnummern unbekannt sein und deshalb fehlen bzw. die Links von aus der Datenbank entfernten Objektnummern ins Leere führen. Ein ggf. vorhandenes Icon  führt zu den Angaben des Kulturdenkmals bei Wikidata.

## Südvorstadt-Ost
| Bild                                    | Bezeichnung                                                                                      | Lage                                          | Datierung | Beschreibung | ID       |
| --------------------------------------- | ------------------------------------------------------------------------------------------------ | --------------------------------------------- | --- | --- | -------- |
| Weitere Bilder                          | Beutlerpark; Schanzenpark (ehem.)                                                                | Am Beutlerpark (Karte)                        | 1913 (Stadtpark) | Parkanlage mit Pavillon; landschaftlicher Park einschließlich Pavillon, bastionsartiger Aussichtsanlage, Wegesystem und strukturbildendem Gehölzbestand, die Anlage entstand auf den Resten einer ehemaligen Schanzenanlage, stadtgeschichtlich und gartenkünstlerisch von Bedeutung. | 09212582 |
|                                         | Wohnhaus mit Einfriedung                                                                         | Am Beutlerpark 1 (Karte)                      | 1925–1926 (Einfamilienwohnhaus)                                                                                        | Wohnhaus mit zwei Gartenplastiken und Einfriedung; Paradebeispiel für einen traditionellen, um 1930 entstandenen, privaten Wohnbau über längsrechteckigem Grundriss, mit Lochfassade und Satteldach, belebt von wenigen, aber akzentuierenden Schmuckelementen (u. a. Ziergittern), dazu Freiraumgestaltung, vor allem baugeschichtlich bedeutend. | 09212608 |
| Weitere Bilder                          | Villa mit Einfriedung                                                                            | Am Beutlerpark 4 (Karte)                      | 1924–1925 (Villa) | für den Reformstil im ersten Viertel des 20. Jahrhunderts charakteristisches Gebäude, versachlicht, mit Walmdach, belebt durch einfache Gestaltungsmittel, wie Klappläden und Sprossenfenster sowie wenigen, aber akzentuierenden Schmuck, dominiert von straßenseitigem Anbau mit Austritt, auffällig dessen moderne Verzierung, vor allem baugeschichtlich bedeutend. | 09212635 |
|                                         | Villa mit Einfriedung                                                                            | Am Beutlerpark 5 (Karte)                      | 1923 (Villa) | landhausartiges, traditionelles und für den Reformstil im ersten Viertel des 20. Jahrhunderts charakteristisches Gebäude, versachlicht, mit Mansardwalmdach und einfachsten Gestaltungsmitteln, wie Klappläden und Sprossenfenstern, dominiert von höherem Mittelrisalit mit Eingang, vor allem baugeschichtlich bedeutend. | 09212633 |
| Weitere Bilder                          | Gemeindehaus der Lukaskirche                                                                     | Einsteinstraße 2 (Karte)                      | 1936 (Gemeindehaus) | markantes Beispiel eines kirchlichen Neubaus aus den 1930er Jahren, architekturhistorisch von Belang. | 09212644 |
|                                         | Villa mit Einfriedung                                                                            | Einsteinstraße 3 (Karte)                      | 1913–1914 (Villa) | für den Reformstil im ersten Viertel des 20. Jahrhunderts charakteristisches Gebäude, versachlicht, mit Mansardwalmdach und einfachen Gestaltungsmitteln sowie wenigem Dekor, vor allem baugeschichtlich bedeutend. | 09212642 |
|                                         | Villa mit Einfriedung                                                                            | Einsteinstraße 5 (Karte)                      | bezeichnet 1912 (Villa)                                                                                                | für den Reformstil im ersten Viertel des 20. Jahrhunderts charakteristisches Gebäude, versachlicht, mit Mansardwalmdach und einfachsten Gestaltungsmitteln sowie kaum Schmuckdekor, vor allem baugeschichtlich bedeutend. | 09212640 |
|                                         | Villa mit Einfriedung                                                                            | Einsteinstraße 7 (Karte)                      | 1920–1921 (Villa), um 1725 (Putten)                                                                                    | Villa mit Einfriedung, im Garten zwei Puttenpaare; markantes Beispiel der Reformarchitektur im ersten Viertel des 20. Jahrhunderts, von baugeschichtlichem Wert für Architektur (Villa), künstlerisch bedeutend. | 09212639 |
|                                         | Villa mit Einfriedung                                                                            | Einsteinstraße 8 (Karte)                      | 1916–1917 (Villa) | markantes Beispiel der Reformarchitektur im ersten Viertel des 20. Jahrhunderts, versachlicht, mit Walmdach und wenigem, aber akzentuierendem Schmuckdekor, auffällig der straßenseitiger Anbau mit Lisenengliederung, im Inneren Teile der alten Ausstattung erhalten, vor allem von baugeschichtlichem Wert. | 09212641 |
|                                         | Villa mit Garten und Einfriedung                                                                 | Einsteinstraße 9 (Karte)                      | bezeichnet 1923 (Villa)                                                                                                | charakteristischer Bau der Zeit um 1925 mit expressionistischen Gestaltungselementen, vor allem baugeschichtlich bedeutend, ausgedehntes Grundstück. | 09212638 |
|                                         | Wohnhaus mit Einfriedung                                                                         | Erlweinstraße 16 (Karte)                      | 1928 (Wohnhaus) | Wohnhaus in offener Bebauung, mit Einfriedung; Gebäude aus streng funktionalistisch gestaltetem Baukörper mit schmuckloser, heller Fassade, Fensterbändern und Flachdach, eines der wenigen im Sinne des Bauhauses errichteten architektonischen Zeugnisse in Dresden, von baugeschichtlichem Wert und singulärer Bedeutung (Seltenheitswert). | 09212637 |
|                                         | Mietvilla in Ecklage                                                                             | Franklinstraße 25 (Karte)                     | um 1885 (Mietvilla) | herrschaftlicher, historisierender Wohnbau der Gründerzeit mit deutlich in Erscheinung tretenden Schmuck- und Gliederungselementen, insbesondere am Eingang, an Balkonen und Beletage (1. Obergeschoss), im Treppenhaus noch beachtliche Ausstattungselemente aus der Entstehungszeit, eines der letzten erhaltenen Gebäude im 1945 fast völlig zerstörten Quartier zwischen Bahnlinie und Reichenbachstraße, baugeschichtlich und stadtentwicklungsgeschichtlich bedeutend. | 09301700 |
| Weitere Bilder                          | Marie-Gey-Brunnen                                                                                | Friedrich-List-Platz (Karte)                  | 1910 (Brunnenplastik)                                                                                                  | Brunnenplastik von Georg Wrba (1872–1939); aus achteckiger Brunnenschale, Postament mit Fischköpfen, Frauenfigur die einer von Putten getragenen Muschel entsteigt (Aphrodite-Motiv) und rückseitigem Bildnismedaillon der Marie Gey-Heinze, von künstlerischem Wert. | 09212652 |
| Weitere Bilder                          | Hochschule für Verkehrswesen Friedrich List; Hochschule für Technik und Wirtschaft Dresden       | Friedrich-List-Platz 1 (Karte)                | 1954–1960 (Hochschule)                                                                                                 | Gebäudekomplex aus zentralem Institutsgebäude und Seminargebäude sowie Freiflächengestaltung mit Gedenkstein „Friedrich List“ (von Wilhelm Landgraf); ehemals Hochschule für Verkehrswesen, heute HTW, Anlage noch im Sinne der Nationalen Bautraditionen errichtet, dabei Institutsgebäude moderner wirkend, von baugeschichtlichem Wert für die Entwicklung der DDR-Architektur, auf Grund seiner gestalterischen Prägnanz auch künstlerisch bedeutend, und von Bedeutung für die Umgebung. | 09212612 |
| Weitere Bilder                          | Russisch-orthodoxe Kirche                                                                        | Fritz-Löffler-Straße 19 (Karte)               | 1872–1874 (Russ.-orth. Kirche), 17.-19. Jh. (Ikonen), nach 1870 (Ikonen in der Ikonostase)                             | Kirchengebäude mit Ausstattung; reichgegliedert, in Anlehnung an die Moskauer Architektur des 17. Jahrhunderts erbaut, einzigartiger historisierender Sakralbau von baugeschichtlichem und künstlerischem Wert, zudem bedeutend für das Ortsbild und die Ortsgeschichte. | 09212565 |
|                                         | Villa mit Einfriedung                                                                            | Geinitzstraße 8 (Karte)                       | bezeichnet 1925 (Villa)                                                                                                | zweigeschossiges Gebäude mit Freitreppe, Veranda und Walmdach, authentisch erhaltenes Villengebäude der 1920er Jahre mit expressionistischen und traditionellen Elementen, zeichnet sich durch eine klare und elegante Fassadengliederung aus, Gebäude von baugeschichtlichem und künstlerischen Wert. | 09212628 |
|                                         | Mietvilla                                                                                        | Georg-Wrba-Straße 88 (Karte)                  | 1901–1902 (Mietvilla)                                                                                                  | markanter Wohnhausbau kurz nach 1900, innen gestalterisch qualitätvoller, vielfältigster Stuckdekor, baugeschichtlich bedeutend, darüber hinaus in drei Wohnräumen der Obergeschosse erhaltene Deckenmalereien, bisher wohl die einzigen bekannten Beispiele im Dresdner Mietshausbau (abgesehen von den öfters erhaltenen Ausmalungen in den Eingangsbereichen und Treppenhäusern), selten wenn nicht gar singulär. | 09218581 |
| Weitere Bilder                          | Studentenwohnheim                                                                                | Gutzkowstraße 29; 31; 33 (Karte)              | 1954–1958 (Studentenwohnheim)                                                                                          | gehörte zur Verkehrshochschule, heute Studentenwerk, eindrucksvolles, langgestrecktes Gebäude mit gestaffelten und streng klassizistisch gestalteten Fronten, eines der markantesten Dresdner Bauten der sog. Nationalen Bautradition, geschaffen von Richard Paulick (1903–1979), einem der maßgebenden Architekten der frühen DDR-Architektur, von baugeschichtlichem und künstlerischem Wert, zudem bedeutend für die Deutung einer Epoche. | 09212609 |
|                                         | Ehem. Russische Gesandtschaft, heute Landeskirchenamt                                            | Hochschulstraße 39 (Karte)                    | bezeichnet 1897 (Konsulat)                                                                                             | Palais mit Einfriedung und Vorplatzgestaltung (Lukasstraße 6 und Hochschulstraße 39); einstiger Sitz der russischen Gesandtschaft, heute Landeskirchenamt, mit Einfriedung, das Gebäude zeigt eine stattliche neobarocke Fassade, architekturhistorisch, künstlerisch und ortsgeschichtlich bedeutend. | 09212607 |
|                                         | Villa mit Garage und Einfriedung                                                                 | Leonhard-Frank-Straße 4 (Karte)               | 1929–1930 (Villa) | klassischer Wohnbau der 1920er Jahre mit expressionistischen Gestaltungselementen (roter, strukturierter Klinker) und Anklängen an das Bauhaus (beinahe vollständige Schmucklosigkeit), Beispiel für die Verbindung von Avantgarde und Traditionalismus (Walmdächer), baugeschichtlich bedeutend. | 09212636 |
|                                         | Villa mit Einfriedung                                                                            | Ludwig-Ermold-Straße 1 (Karte)                | um 1925 (Villa) | markanter Wohnbau der 1920er Jahre, traditionell mit expressionistischen Anklängen, Bauschmuck auch eingeschossigen Vorbau konzentriert, einfache Lochfassade durch feine Putzgliederung belebt, Einfriedungsportal gestalterisch hervorgehoben, baugeschichtlich und künstlerisch bedeutend. | 09212632 |
| Weitere Bilder                          | Lukaskirche                                                                                      | Lukasplatz 1 (Karte)                          | 1898–1903 (Ev.-luth. Kirche)                                                                                           | Kirche mit Ausstattung (darunter Gedenktafeln/Kriegerdenkmal); dreischiffige Anlage mit Westturm, kurzem Querschiff und geradgeschlossenem Chor, aufwendig gestalteter Kirchenbau der Jahrhundertwende mit historisierenden Elementen (errichtet im Stil der Neorenaissance, mit Elementen des Jugendstils), weithin sichtbares Objekt der Stadtsilhouette, architektonisch, künstlerisch, städtebaulich und ortsgeschichtlich bedeutend. | 09212643 |
|                                         | Steinkreuz                                                                                       | Lukasplatz 1 (Karte)                          | 14. und 15. Jh. (Mord- und Sühnekreuz)                                                                                 | anlässlich des Todes eines Menschen durch Totschlag oder Unfall errichtetes kreuzförmiges Erinnerungsmal, so genanntes Mord- und Sühnekreuz, ortsgeschichtlich bedeutsam, besonderer Wert auch wegen des hohen Alters. | 09302533 |
| Weitere Bilder                          | Ruine des ehem. Pfarrhauses der Lukasgemeinde                                                    | Lukasplatz 4 (Karte)                          | 1903–1904 (Pfarrhaus)                                                                                                  | Ruine des ehemaligen Pfarrhauses der Lukasgemeinde (Keller, ruinöses Erdgeschoss und Teile der Einfriedung noch erhalten); letzte Zeugen des historischen Gebäudes, vor allem ortsgeschichtlich bedeutend, das Portal auch künstlerisch von Belang. | 09212645 |
|                                         | Ehem. Russische Gesandtschaft, heute Landeskirchenamt                                            | Lukasstraße 6 (Karte)                         | bezeichnet 1897 (Konsulat)                                                                                             | Palais mit Einfriedung und Vorplatzgestaltung (Lukasstraße 6 und Hochschulstraße 39); einstiger Sitz der russischen Gesandtschaft, heute Landeskirchenamt, mit Einfriedung, das Gebäude zeigt eine stattliche neobarocke Fassade, architekturhistorisch, künstlerisch und ortsgeschichtlich bedeutend. | 09212607 |
|                                         | Villa mit Einfriedung                                                                            | Max-Liebermann-Straße 2 (Karte)               | 1926–1927 (Villa) | einfach gestalteter und zugleich nobler Wohnbau um 1930, rückwärtiger Turmanbau, Belebung durch Rundbogengliederungen, Klappläden und Fenstergitter, charakteristisches, insbesondere traditionell gestaltetes Gebäude seiner Zeit, baugeschichtlich und künstlerisch bedeutend. | 09212634 |
|                                         | Villa mit Einfriedung                                                                            | Patrice-Lumumba-Straße 10 (Karte)             | bezeichnet 1925 (Villa)                                                                                                | traditionell gestaltetes Wohngebäude von 1925, dominiert von mittlerem Treppenhausvorbau, akzentuierender Bauschmuck, baugeschichtlich bedeutend. | 09212631 |
| Weitere Bilder                          | Hochschule für Verkehrswesen Friedrich List; Mensa                                               | Reichenbachstraße 1 (Karte)                   | 1957–1958 (Mensa), 1957–1958 (Freiraumgestaltung)                                                                      | Mensa mit gestalterisch hervorgehobenem Eingangsbereich und Freiraumgestaltung; markanter viergeschossiger Bau mit Walmdach (als Schalenvordach), Betonskelettbau mit Sandsteinverblendung und vertikaler Gliederung, innen Ausstattung aus der Entstehungszeit, charakteristisches Beispiel für den Wechsel von der Nationalen Bautradition der fünfziger Jahren zu moderneren Bauformen nach westlichem Vorbild um 1960 in der DDR-Architektur, darüber hinaus gestalterisch gelungener Bau, Freiraumgestaltung von Prof. Werner Bauch, baugeschichtlich bedeutend, im Zusammenhang mit Entwicklung des Hochschulstandortes Dresden auch ortsgeschichtlich von Belang. | 09216860 |
|                                         | Wohnhaus in offener Bebauung                                                                     | Reichenbachstraße 52 (Karte)                  | 1925–1926 (Wohnhaus)                                                                                                   | neoklassizistischer Bau aus dem zweiten Viertel des 19. Jahrhunderts, baugeschichtlich bedeutend | 09212610 |
| Weitere Bilder                          | Haus Garten                                                                                      | Renkstraße 1 (Karte)                          | 1929 (Wohnhaus) | Wohnhaus in offener Bebauung; Gebäude aus streng funktionalistisch gestalteten Kuben mit schmucklosen Fassaden, Fensterbändern, Loggien und Flachdach, einer der wenigen im Sinne des Bauhauses errichteten Solitärbauten Dresdens, von baugeschichtlichem Wert und singulärer Bedeutung (Seltenheitswert). | 09212506 |
|                                         | Mietvilla und Toreinfahrten                                                                      | Schnorrstraße 76 (Karte)                      | 1890–1891 (Mietvilla)                                                                                                  | Mietvilla und seitliche Toreinfahrten sowie rückwärtige Rasenfläche; im Treppenhaus originale Ausstattung, markanter historistischer Bau der Dresdner Schule, Vorderfront von Mittelrisalit betont, kräftig ausgebildete Schmuck- und Gliederungselemente, seitlich Treppenhaus, baugeschichtlich und künstlerisch bedeutend. | 09212627 |
|                                         | Villa                                                                                            | Semperstraße 1 (Karte)                        | um 1875 (Villa) | eines der letzten im Quartier erhaltenen älteren Wohngebäude, historistische Bau mit zeittypischer, aber zurückhaltender Fassadengestaltung, stadtentwicklungsgeschichtlich bedeutend. | 09212626 |
|                                         | Studentenwohnheim                                                                                | Semperstraße 3; 3a; 3b; 3c; 3d (Karte)        | um 1955 (Studentenwohnheim)                                                                                            | langgestreckter Bau, heute Studentenwerk, mit hervorgehobenem Eingangsbereich und traditionellen Gestaltungselementen, baugeschichtlich bedeutend. | 09216726 |
| Weitere Bilder                          | Ingenieurschule für Verkehrstechnik; Berufsschule für Betriebswirtschaftslehre und Technik       | Strehlener Platz 2 (Karte)                    | 1954–1958 (Hörsaalgebäude)                                                                                             | Hochschulbau mit Bronzeplastik »Arbeiterstudent«; heute Berufsschule für Betriebswirtschaftslehre und Technik, markantes Beispiel der Nationalen Bautradition der 1950er Jahre, bestehend aus sechsgeschossigen Lehr- bzw. Hörsaaltrakten und einem monumentalen, turmartigen Eckbau am Strehlener Platz (vorher Ernst-Thälmann-Platz), mit Richard Paulick war einer der maßgebenden DDR-Architekten der 1950er und 1960er an den Entwurfsarbeiten beteiligt, Bronzeplastik »Arbeiterstudent« von Max Piroch, Gebäude von wissenschaftlich-dokumentarischem und architekturhistorischem Wert. | 09212624 |
| Weitere Bilder                          | Villa mit Einfriedung                                                                            | Strehlener Straße 77 (Karte)                  | um 1875 (Villa) | Villa mit Teilen der Einfriedung; charakteristischer Bau der Dresdner Schule in der Semper-Nachfolge mit hervorgehobenem Mittelrisalit an Straßen- und Gartenseite, symmetrischer Gliederung und zurückhaltendem, aber noblen Fassadenschmuck, seitlicher Eingang, innen Teile der originalen Ausstattung erhalten, baugeschichtlich und künstlerisch bedeutend. | 09212625 |
| Weitere Bilder                          | König-Friedrich-August-Seminar; Arbeiter-und-Bauern-Fakultät; Gebäude am Weberplatz; TU Dresden  | Teplitzer Straße 16 (Karte)                   | 1906–1910 (Schule), 1959–1964 (Hörsaalgebäude), 1955 (Mitschuringarten), 1967–1970 (Figurengruppe), 1953–1955 (Statue) | Gebäudekomplex am Weberplatz (Fakultät Erziehungswissenschaften, Philosophische Fakultät) mit Freiraumgestaltung einschließlich Innenhofgestaltung und Mitschuringarten (Gartendenkmale), benannt nach Iwan Wladimirowitsch Mitschurin (1855–1935), zwei Statuen »Bauernstudentin« sowie »Arbeiterstudent« und Figurengruppe »Dozent und Studenten«; fünfflüglig, in seiner heutigen traditionellen Form auf den Umbau zur ABF (1959–1964) zurückgehend, mittlerweile TU Dresden, die Anlage besteht aus vier drei- bis viergeschossigen Häusern mit Walmdächern und einem flacheren Flügel der 1929–1930 entstand, die Trakte an Teplitzer Straße und Weberplatz durch Turmakzent und kleinen Dachreiter sowie aufwendige Eingangsgestaltung hervorgehoben, architekturhistorisch, künstlerisch und ortsgeschichtlich bedeutend. | 09212629 |
|                                         | Mietshaus in offener Bebauung                                                                    | Uhlandstraße 30 (Karte)                       | bezeichnet 1899 (Mietshaus)                                                                                            | mit Läden, historistischer Bau, vor allem in Anlehnung an die Deutsche Renaissance errichtet, Seitenrisalite, einer davon übergiebelt, letztes Gebäude des ursprünglich in Blockrandbebauung errichteten östlichen Teils der Südvorstadt (zwischen Winckelmannstraße, Bahnstrecke, Franklinstraße und Reichenbachstraße), auch Amerikanisches Viertel genannt, somit von singulärer stadtentwicklungsgeschichtlicher Bedeutung, darüber hinaus als bauliches Zeugnis der Architektur Ende des 19. Jahrhunderts von baugeschichtlichem Wert. | 09212611 |
| Direkt Bild zu diesem Denkmal hochladen | Wandbild                                                                                         | Uhlandstraße 30 (Karte)                       | 1984 | Großformatig, an der Nordseite des Hintergebäudes Uhlandstraße 30, mit seiner farbenfrohen und ausdrucksstarken Gestaltung vor allem vom Kindergarten Schnorrstraße 50 erlebbar, bunte und fantasievolle Darstellung mit einem vielfigurigen „Manegetreiben“, von Andreas Dress (gest. 2019) und Angela Hampel geschaffen, gehört zu den bedeutendsten gestalterischen Leistungen von DDR-Kunst im öffentlichen Raum in Dresden und darüber hinaus, künstlerisch und geschichtlich, genauer personengeschichtlich von Bedeutung | 09307545 |
| Weitere Bilder                          | König-Friedrich-August-Seminar; Arbeiter- und Bauern-Fakultät; Gebäude am Weberplatz; TU Dresden | Weberplatz 5 (Karte)                          | 1906–1910 (Schule), 1959–1964 (Hörsaalgebäude), 1955 (Mitschuringarten), 1967–1970 (Figurengruppe), 1953–1955 (Statue) | Gebäudekomplex am Weberplatz mit Freiraumgestaltung einschließlich Innenhofgestaltung und Mitschuringarten (Gartendenkmale), zwei Statuen »Bauernstudentin« sowie »Arbeiterstudent« und Figurengruppe »Dozent und Studenten«; fünfflüglig, in seiner heutigen traditionellen Form auf den Umbau zur ABF (1959–1964) zurückgehend, mittlerweile TU Dresden, die Anlage besteht aus vier drei- bis viergeschossigen Häusern mit Walmdächern und einem flacheren Flügel der 1929–1930 entstand, die Trakte an Teplitzer Straße und Weberplatz durch Turmakzent und kleinen Dachreiter sowie aufwendige Eingangsgestaltung hervorgehoben, architekturhistorisch, künstlerisch und ortsgeschichtlich bedeutend. | 09212629 |
|                                         | Wohnhaus in offener Bebauung                                                                     | Wundtstraße 10 (Karte)                        | 1938–1939 (Einfamilienwohnhaus)                                                                                        | Wohnhaus in offener Bebauung, mit Garage und Einfriedung; markanter und typischer Einfamilienhaus-Wohnbau der 1930er Jahre, von baugeschichtlichem Wert. | 09212630 |
| Weitere Bilder                          | Weichbildstein                                                                                   | Zellescher Weg (Karte)                        | 17. Jh. (Weichbildstein)                                                                                               | Weichbildstein Nummer 63 mit Wappen, ortsgeschichtlich bedeutend, als älteres Zeugnis der Stadtgeschichte zudem mit Seltenheitswert. | 09306410 |
| Weitere Bilder                          | Andreas-Schubert-Bau; TU Dresden                                                                 | Zellescher Weg 19 (Karte)                     | 1956–1957 (Hörsaalgebäude), um 1960 (Tierplastik)                                                                      | Gebäudekomplex und Bassin mit Tierplastik »Kraniche« von Werner Scheffel; anfänglich Teil der Technischen Hochschule,heute TU Dresden, über annähernd rechteckigem Grundriss, aus Hörsaalgebäude und leicht versetztem höherem Lehrgebäude, einer der ersten Dresdner Bauten aus Stahlbeton-Skelettkonstruktion, moderne Fassadengestaltung, markantes Beispiel für den Wechsel der DDR-Baupolitik von der Nationalen Bautradition hin zu einer ökonomischeren und progressiveren Bauweise, baugeschichtlich und wohl auch künstlerisch bedeutend. | 09216728 |
| Weitere Bilder                          | Studentenwohnheime Zellescher Weg                                                                | Zellescher Weg 41; 41a; 41b; 41c; 41d (Karte) | 1951–1953 (Internat), 1951–1954 (Schulfreiraum/Institutsfreiraum)                                                      | Gruppe von fünf Schülerwohnheimen/Internaten mit Außenanlagen; heute Studentenwerk der TU Dresden, zweigeschossige, traditionell gestaltete Gebäude mit Satteldach, dazu kleine Saalanbauten im rechten Winkel, die Giebelseiten zum Zelleschen Weg zumeist durch Sgraffiti gestalterisch hervorgehoben, Architekt: Prof. Heinrich Rettig, als frühe Beispiele der DDR-Architektur von wissenschaftlich-dokumentarischem Wert und bedeutend für die Ortsgeschichte, Außenanlagen von Prof. Werner Bauch und als solche von gartenhistorischer und gartenkünstlerischer Bedeutung, besonders qualitätvoll umgesetzte Einheit aus Architektur und Gartengestaltung. | 09216721 |

## Südvorstadt-West
| Bild                                    | Bezeichnung | Lage                                                  | Datierung | Beschreibung | ID       |
| --------------------------------------- | --- | ----------------------------------------------------- | --- | --- | -------- |
|                                         | Sachgesamtheit Wohnbebauung Nürnberger Straße mit mehreren Einzeldenkmalen | Altenzeller Straße 16; 18; 20; 22; 24; 26; 28 (Karte) | 1953–1954 (Siedlung) | Sachgesamtheit Wohnbebauung Nürnberger Straße, mit zahlreichen Einzeldenkmalen: Wohnanlage im Geviert Altenzeller-, Bernhard-, Hohe- und Nürnberger Straße sowie südlich der Nürnberger Straße bestehend aus 15 Baukörpern; bauliches Zeugnis des Wiederaufbaus nach 1945, von baugeschichtlichem, sozialgeschichtlichem, stadtentwicklungsgeschichtlichem und städtebaulichem Wert. | 09304100 |
|                                         | Häuserzeile mit vier Eingängen (Einzeldenkmal zu ID-Nr. 09304100) | Altenzeller Straße 16; 18; 20 (Karte)                 | 1953–1954 (Mehrfamilienwohnhaus) | Einzeldenkmal der Sachgesamtheit Wohnbebauung Nürnberger Straße: Häuserzeile mit vier Eingängen; von baugeschichtlichem, sozialgeschichtlichem, stadtentwicklungsgeschichtlichem und städtebaulichem Wert. | 09216729 |
|                                         | Häuserzeile mit fünf Eingängen (Einzeldenkmal zu ID-Nr. 09304100) | Altenzeller Straße 22; 24; 26; 28 (Karte)             | 1953–1954 (Mehrfamilienwohnhaus) | Einzeldenkmal der Sachgesamtheit Wohnbebauung Nürnberger Straße: Häuserzeile mit fünf Eingängen; von baugeschichtlichem, sozialgeschichtlichem, stadtentwicklungsgeschichtlichem und städtebaulichem Wert. | 09216730 |
| Weitere Bilder                          | Villa Lewicki | Altenzeller Straße 29 (Karte)                         | 1880–1881 (Villa) | Villa mit Einfriedung; markanter historisierender Bau mit Anbauten, Klinker-Sandstein-Fassade und Motive der Renaissance, wie Eckquaderungen, baugeschichtlich und künstlerisch bedeutend. | 09212581 |
| Weitere Bilder                          | Villa mit Einfriedung | Altenzeller Straße 31 (Karte)                         | um 1885 (Villa) | trotz einiger Veränderungen nach wie vor markantes historistisches Wohngebäude des Schweizer Viertels, Betonung der Mitte durch Veranda mit Rundbögen, Austritt und Dachaufbau, baugeschichtlich und stadtentwicklungsgeschichtlich bedeutend. | 09212583 |
| Weitere Bilder                          | Villa mit Einfriedung | Altenzeller Straße 37 (Karte)                         | 1886–1887 (Villa) | markanter historisierender Bau mit aufwendiger historisierender Fassadengestaltung, verschiedene Anbauten, aufwendige Fensterrahmungen, baugeschichtlich und künstlerisch bedeutend. | 09212577 |
|                                         | Villa mit Einfriedung | Altenzeller Straße 39 (Karte)                         | 1885 (Villa) | historistischer Wohnbau des späteren 19. Jahrhunderts, vor allem von der in Dresden vorherrschenden und aus der italienischen Renaissance entwickelten Semper-Nicolai-Schule geprägt, horizontale Gliederung, Mittenbetonung, hier der Vorderfront, und charakteristische Rahmung der Fenster, anspruchsvoll, baugeschichtlich und künstlerisch bedeutend, | 09212576 |
| Weitere Bilder                          | Mietvilla mit Einfriedung | Altenzeller Straße 42 (Karte)                         | um 1885 (Mietvilla) | charakteristisches und recht aufwendiges historistisches Wohngebäude des Schweizer Viertels, Belebung durch zahlreiche Schmuck- und Gliederungselemente, baugeschichtlich und stadtentwicklungsgeschichtlich bedeutend. | 09212580 |
| Weitere Bilder                          | Villa Wolf | Altenzeller Straße 50 (Karte)                         | 1883–1884 (Villa) | Villa mit seitlicher Treppenanlage, dazu Tor, massive Ecklaube, Einfriedung und Garten; stattlicher Villenbau mit repräsentativer Fassadengestaltung, bedeutendes bauliches Zeugnis der von Semper geprägten Neorenaissance in Dresden (sogenannte Dresdner Schule), Teil des Schweizer Viertels, baugeschichtlich, stadtentwicklungsgeschichtlich und künstlerisch bedeutend. | 09212564 |
|                                         | Mietshaus mit Einfriedung, in offener Bebauung | Bamberger Straße 31 (Karte)                           | um 1895 (Mietshaus) | historistisches Wohngebäude aus dem späten 19. Jahrhundert, dominiert von übergiebeltem Mittelrisalit, Belebung durch verschiedene Schmuck- und Gliederungselemente, charakteristisch für seine Zeit, baugeschichtliche Bedeutung. | 09216006 |
|                                         | Mietvilla mit Einfriedung | Bamberger Straße 43 (Karte)                           | um 1910 (Mietvilla) | repräsentativer Bau der versachlichten Architektur (auch Reformarchitektur) nach 1900, mit stilisierten klassizistischen Elementen, wie Lisenen und Dreiecksgiebel, klar gegliederte Fassade, baugeschichtlich und künstlerisch bedeutend. | 09212534 |
|                                         | Doppelmietshaus in Ecklage und offener Bebauung | Bayreuther Straße 2; 4 (Karte)                        | um 1905 (Doppelmietshaus) | markanter historisierender Bau seiner Zeit, im Stil der deutschen Renaissance mit Turman- und Aufbauten, Zierfachwerk, Schweifgiebel, Hauben, Brüstungen mit Maßwerk und Konsolen errichtet, vor allem baugeschichtlich bedeutend. | 09212545 |
| Weitere Bilder                          | Mietvilla | Bayreuther Straße 9 (Karte)                           | um 1903 (Mietvilla) | repräsentativer Bau mit Eckbetonung durch Turmaufbau und mehrgeschossige Veranda, gestalterisch hervorgehobenem Eingang und Jugendstildekorationen, in Eingangsbereich und Treppenhaus Ausstattung aus der Entstehungszeit, markantes Beispiel der Architektur um 1900, bau- und stadtentwicklungsgeschichtlich bedeutend. | 09301913 |
|                                         | Mietshaus mit Einfriedung in offener Bebauung | Bayreuther Straße 16 (Karte)                          | um 1910 (Mietshaus) | charakteristischer Bau der Reformarchitektur nach 1900, mit hoch aufragendem Baukörper, der in einem großen Dach kulminiert, wenige, akzentuierende Schmuck- und Gliederungselemente, baugeschichtlich bedeutend. | 09212536 |
|                                         | Mietshaus mit Einfriedung in offener Bebauung | Bayreuther Straße 21 (Karte)                          | um 1910 (Mietshaus) | charakteristischer Bau der Reformarchitektur nach 1900, mit hoch aufragendem Baukörper, der in einem großen Dach kulminiert, wenige, akzentuierende Schmuck- und Gliederungselemente, baugeschichtlich bedeutend. | 09212537 |
|                                         | Mietvilla mit Einfriedung | Bayreuther Straße 29 (Karte)                          | um 1910 (Mietsvilla) | charakteristischer Bau der Reformarchitektur nach 1900, mit hoch aufragendem Baukörper, der in einem großen Dach kulminiert, wenige, akzentuierende Schmuck- und Gliederungselemente, baugeschichtlich bedeutend. | 09212546 |
|                                         | Mietvilla | Bayreuther Straße 30 (Karte)                          | um 1910 (Mietvilla) | charakteristischer Bau der Reformarchitektur nach 1900, mit hoch aufragendem Baukörper, der in einem großen Dach kulminiert, wenige, akzentuierende Schmuck- und Gliederungselemente, klassizistische Formen dominieren, baugeschichtlich bedeutend. | 09212549 |
|                                         | Mietvilla mit Einfriedung | Bayreuther Straße 31 (Karte)                          | um 1910 (Mietvilla) | charakteristischer Bau der Reformarchitektur nach 1900, mit hoch aufragendem Baukörper, der in einem großen Dach kulminiert, wenige, akzentuierende Schmuck- und Gliederungselemente, baugeschichtlich bedeutend. | 09212547 |
| Weitere Bilder                          | Mietvilla | Bayreuther Straße 32 (Karte)                          | um 1910 (Mietvilla) | charakteristischer Bau der Reformarchitektur nach 1900, mit hoch aufragendem Baukörper, der in einem großen Dach kulminiert, wenige, akzentuierende Schmuck- und Gliederungselemente, baugeschichtlich bedeutend. | 09212552 |
|                                         | Wohnhaus in offener Bebauung | Bergstraße 17 (Karte)                                 | 1. Hälfte 19. Jh. (Wohnhaus) | kleiner, nobler und landhausartiger Bau im Schweizer Viertel, vor allem stadtentwicklungsgeschichtlich bedeutend, Mitte betont, mit weiten Dachüberständen in Anlehnung an den Schweizerhausstil errichtet, Fassade historisierend, belebt von Spiegeln, Konsolen und Fensterbedachungen. | 09212572 |
| Weitere Bilder                          | Villa | Bergstraße 21; 21a (Karte)                            | um 1890 (Villa) | markanter Bau mit gestalterisch hervorgehobenem Mittelrisalit, charakteristisches Anwesen der Semper-Nicolai-Schule, einer Dresdner Spielart der Neorenaissance, baugeschichtlich bedeutend sowie als Teil des Wohnquartiers Südvorstadt/Schweizer Viertel stadtentwicklungsgeschichtlich von Belang. | 09212571 |
| Weitere Bilder                          | Villa Glaser | Bergstraße 23 (Karte)                                 | 1868–1871 (Villa) | Villa mit Einfriedung; weitgehend ursprünglich erhaltenes Beispiel der Neorenaissance, als Teil des sog. Schweizer Viertels zudem historisch und städtebaulich bedeutend (Bedeutung für die Umgebung). | 09212570 |
| Weitere Bilder                          | Mietvilla | Bergstraße 31 (Karte)                                 | 1871 (Mietvilla) | historistischer Bau mit reicher Fassadengestaltung, im Treppenhaus Ausstattung unter anderem mit Malerei (als Dekorationsmalerei), in Anlehnung an die Renaissance gestaltet, künstlerisch und architekturhistorisch bedeutend. | 09212568 |
| Weitere Bilder                          | Villa mit Einfriedung | Bergstraße 34 (Karte)                                 | 1872 (Villa) | noble wirkender, historistischer Bau des Schweizer Viertels, durch Mittelrisalit mit Dreiecksgiebel und Doppelpfeiler dominiert, klassizistische anmutend, vor allem baugeschichtlich und stadtentwicklungsgeschichtlich bedeutend. | 09212569 |
| Weitere Bilder                          | Villa mit Einfriedung | Bergstraße 40 (Karte)                                 | 1874 (Villa) | mit horizontaler Gliederung, Eckbetonungen und flachem Dach Beispiel der Neorenaissance, als solches bauliches Zeugnis auch der Dresdner Villenarchitektur in der 2. Hälfte des 19. Jahrhunderts, baugeschichtlich bedeutend, als Teil des Schweizer Viertels zudem stadtentwicklungsgeschichtlich von Belang. | 09212567 |
| Weitere Bilder                          | Postamt 32 | Bergstraße 56 (Karte)                                 | 1918–1919 (Post) | Postgebäude mit Einfriedung; repräsentativer Zweckbau, die noble, neoklassizistische Fassade wird durch sparsam verwendete Schmuckdetails und Sprossenfenster belebt, qualitätvolles Beispiel der versachlichten Architektur nach 1900, auf jeden Fall geschichtlich, insbesondere baugeschichtlich bedeutend, aber auch als Dokument für das deutsche Postwesen. | 09212562 |
| Weitere Bilder                          | Amtsgebäude | Bergstraße 60 (Karte)                                 | um 1910 (Polizei) | ortsbildprägender Bau, seine markante weitgehend neoklassizistisch geprägte Fassade wird durch Jugendstilelemente belebt, eines der baukünstlerisch qualitätvollen und prägnanten Beispiele der frühen Moderne nach 1900, zeitweilig Polizei und Einwohnermeldeamt. | 09212561 |
|                                         | Erich-Müller-Bau; TU Dresden | Bergstraße 66b (Karte)                                | 1921–1926 (Institut) | Hochschul- oder Institutsgebäude mit Ausstattung; Backsteinbau aus vier Geschossen, bildet das Gegenstück zum König-Bau, beide stellen die nördlichen symmetrisch angeordneten Abschlussgebäude des von Martin Dülfer (1859–1942) in den Jahren 1921 bis 1926 geschaffenen Komplexes der chemischen Institute der Technischen Hochschule Dresden dar, zu dem auch der U-förmig angelegte Fritz-Foerster-Bau gehört, innere und äußere Gestaltung gleicht der des König-Baus, der stilistisch vergleichbare Fritz-Förster-Bau ist wesentlich repräsentativer, als Teil der einstigen Technischen Hochschule und heutigen TU Dresden ortsgeschichtliche bedeutend, darüber hinaus ist der Erich-Müller-Bau als Werk Martin Dülfers architekturhistorisch bedeutend (siehe auch Bergstraße 66c und Mommsenstraße 6). | 09212510 |
|                                         | König-Bau; Farbstoffsammlung; TU Dresden | Bergstraße 66c (Karte)                                | 1921–1926 (Institut), seit 1897, Farbstoffsammlung (Sammlung) | Hochschul- oder Institutsgebäude mit Ausstattung; Backsteinbau aus vier Geschossen, bildet das Gegenstück zum Erich-Müller-Bau, beide stellen die nördlichen symmetrisch angeordneten Abschlußgebäude des von Martin Dülfer 1921 bis 1926 geschaffenen Komplexes der chemischen Institute der Technischen Hochschule Dresden dar, zu dem auch der U-förmig angelegte Fritz-Foerster-Bau gehört, innere und äußere Gestaltung gleicht der des Erich-Müller-Baus, der stilistisch vergleichbare Fritz-Förster-Bau ist wesentlich repräsentativer, als Teil der einstigen Technischen Hochschule und heutigen TU Dresden ortsgeschichtliche bedeutend, darüber hinaus ist der König-Bau als Werk Martin Dülfers architekturhistorisch bedeutend, Farbstoffsammlung eine der umfangreichsten und bedeutendsten dieser Art europaweit (siehe auch Bergstraße 66b und Mommsenstraße 6). | 09212508 |
| Weitere Bilder                          | 3. Mittelschule; Fritz-Löffler-Gymnasium Dresden | Bernhardstraße 18 (Karte)                             | 1955–1957 (Schule) | Schulgebäude mit Treppen, Terrassierungen und Brunnen (»Brunnen der jungen Naturforscher«); Dreiflügelbau in den Formen der Nationalen Bautradition, charakteristisches Beispiel der 50er Jahre-Architektur der DDR, gestalterisch hervorgehoben der klassizistisch gestaltete Eingangsrisalit mit Dreiecksgiebel, Lisenengliederung und Säulenvorhalle, innen noch die Ausstattung aus der Entstehungszeit, baugeschichtlich, künstlerisch und ortsgeschichtlich bedeutend. | 09216948 |
|                                         | Häuserzeile mit sechs Eingängen (Einzeldenkmal zu ID-Nr. 09304100) | Bernhardstraße 20; 22; 24; 26 (Karte)                 | 1953–1954 (Mehrfamilienwohnhaus) | Einzeldenkmal der Sachgesamtheit Wohnbebauung Nürnberger Straße: Häuserzeile mit sechs Eingängen; von baugeschichtlichem, sozialgeschichtlichem, stadtentwicklungsgeschichtlichem und städtebaulichem Wert. | 09216733 |
|                                         | Häuserzeile mit vier Eingängen (Einzeldenkmal zu ID-Nr. 09304100) | Bernhardstraße 28; 30 (Karte)                         | 1953–1954 (Mehrfamilienwohnhaus) | Einzeldenkmal der Sachgesamtheit Wohnbebauung Nürnberger Straße: Häuserzeile mit vier Eingängen; von baugeschichtlichem, sozialgeschichtlichem, stadtentwicklungsgeschichtlichem und städtebaulichem Wert. | 09216735 |
|                                         | Häuserzeile mit sieben Eingängen (Einzeldenkmal zu ID-Nr. 09304100) | Bernhardstraße 34 (Karte)                             | 1953–1954 (Mehrfamilienwohnhaus) | Einzeldenkmal der Sachgesamtheit Wohnbebauung Nürnberger Straße: Häuserzeile mit sieben Eingängen; von baugeschichtlichem, sozialgeschichtlichem, stadtentwicklungsgeschichtlichem und städtebaulichem Wert. | 09216738 |
|                                         | Häuserzeile mit vier Eingängen (Einzeldenkmal zu ID-Nr. 09304100) | Bernhardstraße 36; 36a; 38; 38a (Karte)               | 1953–1954 (Mehrfamilienwohnhaus) | Einzeldenkmal der Sachgesamtheit Wohnbebauung Nürnberger Straße: Häuserzeile mit vier Eingängen; von baugeschichtlichem, sozialgeschichtlichem, stadtentwicklungsgeschichtlichem und städtebaulichem Wert. | 09216744 |
|                                         | Villa mit Einfriedung | Bernhardstraße 37 (Karte)                             | 1914 (Villa) | charakteristisches Beispiel der Reformbaukunst Anfang des 20. Jahrhunderts, typisch das hohe Walmdach, äußerlich verändert, innen weitestgehend vollständig erhaltene Ausstattung der Entstehungszeit, baugeschichtlich und in Teilen künstlerisch bedeutend. | 09303616 |
|                                         | Villa mit Garten und Einfriedung | Bernhardstraße 39 (Karte)                             | 1923 (Villa) | Bau mit dominanten Giebeln auf drei Seiten, belebt durch Anbauten, Terrasse mit Pergola und Treppen, zurückhaltender, akzentuierender Schmuck, trotz Beeinträchtigung durch Fehlen des originalen Daches markantes und gestalterisch anspruchsvolles Beispiel der versachlichten Architektur aus dem 1. Viertel des 20. Jahrhunderts, mit Anklängen an die Reformbaukunst jener Zeit, baugeschichtlich und künstlerisch bedeutend. | 09301571 |
| Weitere Bilder                          | Pauluskirche; St. Paulus | Bernhardstraße 42 (Karte)                             | 1924–1925 (Kirche) | Kirche mit Kirchenausstattung, dazu Einfriedung; rechteckiger Bau mit seitlichem Turm, markantes Beispiel expressionistischer Architektur in Dresden, baugeschichtlich und künstlerisch bedeutend. | 09212579 |
|                                         | Feldschlößchen-Brauerei | Budapester Straße 32 (Karte)                          | 1896–1897 (Brauerei) | Brauereigebäude (Flst. 505/2) sowie erhaltener Bereich der Kelleranlage an der Zwickauer Straße mit insgesamt neun 22 m langen Tonnengewölben und ebenfalls gewölbtem Verbindungsgang von etwa 70 m sowie einer gestalterisch bemerkenswerten Stützmauer; ersteres zweigeschossiger Klinkerbau mit mittlerem Turm (Maschinenhaus) und rückwärtigem Anbau, an der Vorderfront Sgraffito aus den 1950er Jahren, bedeutsames Zeugnis der Dresdner Brauindustrie und markantes Beispiel der zeitgenössischen Industriearchitektur, baugeschichtlich und wirtschaftsgeschichtlich bedeutend. | 09215722 |
| Direkt Bild zu diesem Denkmal hochladen | Wandbild | Budapester Straße 69 (Karte)                          | 1974 (Wand- und Deckenbild) | an der südlichen Schmalseite des Wohnblocks Budapester Straße 59–69, charakteristische Giebelgestaltung zum 25. Jahrestag der DDR, als symbolhaftes Kunstwerk am Bau von wissenschaftlich-dokumentarischem Wert (Wandbild nicht mehr sichtbar). | 09216701 |
| Weitere Bilder                          | Sachgesamtheit Alter Annenfriedhof | Chemnitzer Straße 32 (Karte)                          | 1847–1848 (angelegt) | Sachgesamtheit des Friedhofs in seiner gewachsenen funktionellen und gestalterischen Einheit mit Bronzeplastik eines Engels (urspr. auf dem Harlan-Grab), Kruzifix an der Feierhalle, denkmalwerten Grabstätten sowie früheren und heutigen Einfriedungsmauern einschl. Toranlage und Ziergittertoren (Einzeldenkmale ID-Nr. 09216703), gliederndem Wegesystem sowie struktur- und raumbildender Alleenbepflanzung (als Sachgesamtheitsteile), Anlage künstlerisch, ortsgeschichtlich und personengeschichtlich bedeutend, von dokumentarischem Wert für die Friedhofsgestaltung des 19. Jahrhunderts, mit Erinnerungswert, zudem bedeutend für die Ortsgeschichte. | 09301293 |
| Weitere Bilder                          | Alter Annenfriedhof: Kruzifix und denkmalwerte Grabstätten (Einzeldenkmale zu ID-Nr. 09301293) | Chemnitzer Straße 32 (Karte)                          | 1847–1848 (Einfriedung), um 1929 (Kruzifix), um 1947 (Kruzifix) | Einzeldenkmale der Sachgesamtheit Alter Annenfriedhof: Kruzifix von Georg Türke (1884–1972) an der Feierhalle, denkmalwerte Grabstätten sowie frühere und heutige Einfriedungsmauern einschließlich Toranlage und Ziergittertoren; von dokumentarischer Bedeutung für die Friedhofsgestaltung des 19. Jahrhunderts, mit Erinnerungswert, bedeutend für die Ortsgeschichte sowie künstlerisch und personengeschichtlich wertvoll. | 09216703 |
|                                         | Mietshaus in offener Bebauung | Chemnitzer Straße 59b (Karte)                         | um 1895 (Mietshaus) | repräsentativer, historisierender Wohnbau der Gründerzeit mit Großteil der ursprünglich aufwendigen Fassadengestaltung und Interieur der Entstehungszeit, baugeschichtlich bedeutend und als Teil eines rasch expandierenden Stadterweiterungsgebietes des ausgehenden 19. Jahrhunderts stadtentwicklungsgeschichtlich von Belang. | 09216939 |
|                                         | Mietshaus in Ecklage und offene Bebauung | Chemnitzer Straße 61 (Karte)                          | um 1895 (Mietshaus) | repräsentativer, historisierender Wohnbau der Gründerzeit mit der ursprünglichen Fassadengestaltung als Klinker-Werkstein-Fronten, baugeschichtlich bedeutend und als Teil eines rasch expandierenden Stadterweiterungsgebietes des ausgehenden 19. Jahrhunderts stadtentwicklungsgeschichtlich von Belang. | 09212543 |
|                                         | Mietvilla mit Einfriedung | Eisenstuckstraße 5 (Karte)                            | 1898 (Mietvilla) | herrschaftliches Gebäude, gestalterisch hervorgehoben durch Mittelrisalit, Loggienarchitektur und aufwendigen Fassadenschmuck, mit kubischem Baukörper, klarer Fassadengliederung, vorgezogenem Mittelteil und flachem Walmdach spätes gründerzeitliches Beispiel der Semper-Nicolai-Schule, von baugeschichtlichem Wert und innerhalb des einstigen Schweizer Viertels bedeutend für die Umgebung. | 09212586 |
|                                         | Mietvilla | Eisenstuckstraße 7 (Karte)                            | um 1895 (Villa) | im Eingangsbereich originale Ausstattung mit Malerei (als Dekorationsmalerei), Stuckdekor usw., eindrucksvolles und zugleich wohlproportioniertes gründerzeitliches Wohngebäude, von baugeschichtlichem und künstlerischem Wert, als erhaltener Teil des Schweizer Viertels zudem bedeutend für die Umgebung. | 09212585 |
|                                         | Häuserzeile mit fünf Eingängen (Einzeldenkmal zu ID-Nr. 09304100) | Eisenstuckstraße 9; 11 (Karte)                        | 1953–1954 (Mehrfamilienwohnhaus) | Einzeldenkmal der Sachgesamtheit Wohnbebauung Nürnberger Straße: Häuserzeile mit fünf Eingängen; von baugeschichtlichem, sozialgeschichtlichem, stadtentwicklungsgeschichtlichem und städtebaulichem Wert. | 09216740 |
|                                         | Mietvilla mit Einfriedung | Eisenstuckstraße 10 (Karte)                           | um 1895 (Mietvilla) | herrschaftliches Gebäude, gestalterisch hervorgehoben durch Mittelrisalit, seitliche Balkonachsen und in Teilen aufwendigen Fassadenschmuck, mit kubischem Baukörper, klarer Fassadengliederung und flachem Walmdach spätes gründerzeitliches Beispiel der Dresdner Schule, einer Spielart des Historismus, von baugeschichtlichem Wert und innerhalb des einstigen Schweizer Viertels bedeutend für die Umgebung. | 09212587 |
|                                         | Häuserzeile mit sechs Eingängen (Einzeldenkmal zu ID-Nr. 09304100) | Eisenstuckstraße 15; 17 (Karte)                       | 1953–1954 (Mehrfamilienwohnhaus) | Einzeldenkmal der Sachgesamtheit Wohnbebauung Nürnberger Straße: Häuserzeile mit sechs Eingängen; von baugeschichtlichem, sozialgeschichtlichem, stadtentwicklungsgeschichtlichem und städtebaulichem Wert. | 09216733 |
|                                         | Häuserzeile mit zwei Eingängen (Einzeldenkmal zu ID-Nr. 09304100) | Eisenstuckstraße 16; 18 (Karte)                       | 1953–1954 (Mehrfamilienwohnhaus) | Einzeldenkmal der Sachgesamtheit Wohnbebauung Nürnberger Straße: Häuserzeile mit zwei Eingängen; Teil einer bemerkenswerten DDR-Siedlung um 1955, in traditioneller Bauweise mit klassizistischen Elementen (Friesen unter der Dachtraufe usw.) errichtet, zudem bauliches Zeugnis des Wiederaufbaus nach 1945, von baugeschichtlichem, sozialgeschichtlichem, stadtentwicklungsgeschichtlichem und städtebaulichem Wert. | 09216741 |
|                                         | Häuserzeile mit drei Eingängen (Einzeldenkmal zu ID-Nr. 09304100) | Eisenstuckstraße 20; 22 (Karte)                       | 1953–1954 (Mehrfamilienwohnhaus) | Einzeldenkmal der Sachgesamtheit Wohnbebauung Nürnberger Straße: Häuserzeile mit drei Eingängen; von baugeschichtlichem, sozialgeschichtlichem, stadtentwicklungsgeschichtlichem und städtebaulichem Wert. | 09216742 |
|                                         | Mietvilla | Eisenstuckstraße 25 (Karte)                           | 1897 (Mietvilla) | historistisches Wohngebäude aus dem späten 19. Jahrhundert, dominiert von übergiebeltem Mittelrisalit, Belebung durch verschiedene Schmuck- und Gliederungselemente vor allem des Neobarock, charakteristisch für seine Zeit, baugeschichtliche Bedeutung und innerhalb des einstigen Schweizer Viertels bedeutend für die Umgebung. | 09212588 |
|                                         | Häuserzeile mit vier Eingängen (Einzeldenkmal zu ID-Nr. 09304100) | Eisenstuckstraße 26; 28 (Karte)                       | 1953–1954 (Mehrfamilienwohnhaus) | Einzeldenkmal der Sachgesamtheit Wohnbebauung Nürnberger Straße: Häuserzeile mit vier Eingängen; von baugeschichtlichem, sozialgeschichtlichem, stadtentwicklungsgeschichtlichem und städtebaulichem Wert. | 09216735 |
|                                         | Mietvilla | Eisenstuckstraße 27 (Karte)                           | 1897 (Mietvilla) | Gebäude mit markanter barockisierender Fassadengestaltung, von dokumentarischem Wert für die Architekturentwicklung seiner Zeit und als Teil des einstigen Schweizer Viertels bedeutend für die Umgebung. | 09212589 |
| Weitere Bilder                          | Doppelvilla | Eisenstuckstraße 33 (Karte)                           | um 1905 (Mietvilla) | Doppelvilla mit Einfriedung (Eisenstuckstraße 33 und Hübnerstraße 12); repräsentatives und zugleich malerisches Gebäude der frühen Moderne nach 1900, Fassadengestaltung mit Elementen des Jugendstils und Neoklassizismus, über den vertikal gegliederten Vollgeschossen erhebt sich eine pittoresk anmutende Dachlandschaft mit Zierfachwerk, Eckturm, Gaupen, Giebeln, Loggien und Säulengang, Gebäude mit dokumentarischem Wert für die Architektur seiner Zeit und künstlerischer Bedeutung. | 09212592 |
|                                         | Mietvilla mit Einfriedung | Eisenstuckstraße 37 (Karte)                           | 1896 (Mietvilla) | historistischer Bau dominiert von übergiebeltem Risalit, etwas reduziert, als Teil des Schweizer Viertels stadtentwicklungsgeschichtlich bedeutend. | 09212596 |
| Weitere Bilder                          | Mietvilla mit Einfriedung | Eisenstuckstraße 40 (Karte)                           | um 1890 (Mietvilla) | historistischer Bau dominiert von Mittelrisalit mit Balkonen und abschließender Dachgaupe, etwas reduziert, dennoch Dokument für Entwicklung der Architektur seiner Zeit, baugeschichtlich von Belang, als Teil des Schweizer Viertels zudem stadtentwicklungsgeschichtlich bedeutend. | 09212591 |
| Weitere Bilder                          | Mietvilla mit Einfriedung | Eisenstuckstraße 42 (Karte)                           | um 1900 (Mietvilla) | herrschaftliches, historistisches Anwesen im Stil der deutschen Renaissance, allerdings vor dem Hintergrund seiner Entstehungszeit schon versachlicht, repräsentative Fassaden mit Balkonen, Giebel, Veranda, Erkern und reichem, aber akzentuierendem Schmuck, dazu Turmhauben und Turmspitzen, baugeschichtlich und künstlerisch bedeutend. | 09212593 |
| Weitere Bilder                          | Mietvilla mit Einfriedung in Ecklage | Eisenstuckstraße 44 (Karte)                           | bezeichnet 1897 (Wetterfahne) | herrschaftliches, historistisches Anwesen vor allem im Stil der deutschen Renaissance, dominiert von Eckturm, an beiden Straßenfronten repräsentative Fassaden mit Giebeln, Balkonen, Loggien, Veranda und reichem, aber akzentuierendem Schmuck, baugeschichtlich und künstlerisch bedeutend. | 09212594 |
| Weitere Bilder                          | Mietvilla mit Einfriedung | Eisenstuckstraße 46 (Karte)                           | um 1895 (Mietvilla) | stattlicher historisierender Gründerzeitbau mit Risalit, Loggien und Eckturm, die Klinkerfassaden werden durch reiche Werksteinarchitekturen belebt, den gestalterischen Höhepunkt bildet der aufwendige straßenseitige Schweifgiebel im Stil der deutschen Renaissance, architekturhistorisch und künstlerisch bedeutendes Gebäude. | 09212597 |
| Weitere Bilder                          | Villa mit Einfriedung | Eisenstuckstraße 48 (Karte)                           | um 1910 (Villa) | klassischer Bau der Reformarchitektur nach 1900 mit klar gegliedertem Baukörper und hohem Dach sowie akzentuierendem Schmuck, hier des späten »geometrischen« Jugendstils, zur Straße Hausterrasse und Altan mit Austritt, der Eingang seitlich, gestalterisch anspruchsvoll, baugeschichtlich und künstlerisch bedeutend. | 09212599 |
| Weitere Bilder                          | Villa mit Garten und Einfriedung in Ecklage | Eisenstuckstraße 50 (Karte)                           | 1895–1896 (Villa) | eine der repräsentativsten gründerzeitlichen Stilvillen Dresdens, aufwendige historisierende Klinker-Sandstein-Fassade, verbrochene Ecke, rückwärtiges Treppenhaus mit Rundbogenfenster und zahlreichen Schmuck- und Gliederungselementen betont, architekturhistorisch und künstlerisch bedeutend, als erhaltener Teil des einstigen Schweizer Viertels zudem bedeutend für die Umgebung. | 09212600 |
| Weitere Bilder                          | Betriebszentrale des Konsumvereins Vorwärts Dresden | Fabrikstraße 13; 46 (Karte)                           | 1927–1930 (Fleischerei), 1930 (Garage) | Fleischereigebäude, Großgarage und Untertunnelung der ehemaligen Konsum-Betriebszentrale, Architekt: Kurt Bärbig (1889–1968); etwa bis 1990 Konsum-Fleischverarbeitungsbetrieb, das sechsgeschossige winkelförmige Fleischereigebäude mit konkav gekrümmtem Westflügel, aus Stahlbetonskelett und markanter Klinkerfassade, durch Fensterbänder, ausgerundete Südwestecke und Turmaufbau gestalterisch hervorgehoben, gegenüber die ebenfalls als Klinkerbau ausgeführte Großgarage, zwischen Fleischereigebäude und Großgarage die Untertunnelung, einer der bedeutendsten Zweckbauten der Moderne in Dresden, baugeschichtlich und künstlerisch von Bedeutung. Die Kulturdenkmale in der Fabrikstraße werden dem Stadtteil Löbtau-Süd zugeordnet! | 09212544 |
| Weitere Bilder                          | Amtsgebäude | Fritz-Foerster-Platz 2 (Karte)                        | um 1910 (Polizei) | ortsbildprägender Bau, seine markante weitgehend neoklassizistisch geprägte Fassade wird durch Jugendstilelemente belebt, eines der baukünstlerisch qualitätvollen und prägnanten Beispiele der frühen Moderne nach 1900, zeitweilig Polizei und Einwohnermeldeamt. | 09212561 |
| Weitere Bilder                          | Studentenwohnheim Rainer Fetscher; TU Dresden | Fritz-Löffler-Straße 16; 18 (Karte)                   | 1953–1955 (Studentenwohnheim), 1953–1955 (Relief), 1953–1955 (Relief), 1953–1955 (Relief), 1953–1955 (Relief)                                                                    | Internat oder Studentenwohnheim der ehemaligen Technischen Hochschule (Fritz-Löffler-Straße 16/18 und Schnorrstraße 8/10); heute Studentenwerk, langgestrecktes, in traditioneller Bauweise errichtetes Gebäude mit Walmdach, gegliederten Sandstein-Putzfassaden und Erkern in Anlehnung an Dresdner Barocktradition, Ausgestaltung der Fassaden und Eingänge mit Reliefs, als eines der ersten Studentenwohnheime Dresdens nach dem Zweiten Weltkrieg historisch bedeutend, zudem gestalterisch markanter und qualitätvoller Bau der frühen DDR-Architektur, baugeschichtlicher und künstlerischer Wert. | 09212575 |
| Weitere Bilder                          | Beyer-Bau; TU Dresden | George-Bähr-Straße 1 (Karte)                          | 1910–1913 (Hörsaalgebäude), 1910–1913 (Sternwarte) | Hochschulgebäude mit wandfester Ausstattung, Teilen des Observatoriums und des Wasserbaulabors mit Portalkran sowie Garten und Einfriedung mit Toranlage; Bau der ehemaligen Technischen Hochschule, heute TU Dresden, aus östlichem Hauptblock mit zwei Lichthöfen und Flügelbau im Westen, hier ein offener Vorplatz zur Straße, unregelmäßige Anlage mit ortsbildprägendem Observatoriumsturm, Stahlbetonkonstruktion, Klinkerbau (roter Ziegel) mit materialbetonter Gestaltung, Fassaden mit Jugendstilelementen, dabei erste expressionistische Anklänge, neben Festspielhaus von Heinrich Tessenow (1876–1950) und Krematorium von Fritz Schumacher (1869–1947) bedeutendster Dresdner Bau der frühen Moderne (bis 1914), an originaler technischer Ausstattung erhalten Antrieb, Bewegungsmechanik und Teile der Optik des Observatoriums sowie Wasserreservoir, Rohrsystem mit Pumpen und Steuerung und ein Portalkran des Wasserbaulabors im Keller des Gebäudes. | 09212507 |
| Weitere Bilder                          | Hochschulgebäude (Jante-Bau der TU Dresden) | George-Bähr-Straße 1b (Karte)                         | 1939 (Institut); 1949 (Hinterhaus); 1952 (Feuerwehrgerätehaus); 1956 (Hinterhaus)                                                                                                | Bauten der ehemaligen Technische Hochschule, heute TU Dresden, Anlage mit lang gestrecktem und zugleich in die Tiefe gehendem, dreigeschossigem Trakt mit Anbau, an der George-Bähr-Straße gelegen, zwei niedrigeren freistehenden Häusern an der Rückseite, dazu Feuerwehrgerätehaus (freistehend), in traditioneller Form errichtetes Gebäude, gestalterisch hervorgehoben durch Fassade mit hellen und dunklen Ziegeln (roter Klinker), schiefergedecktes Walmdach und Sprossenfenster; als Teil der Hochschule historisch bedeutend zudem markante Bauten der 1920er bis 1950er Jahre | 09212511 |
|                                         | Ehemaliges Beamtenwohnhaus der TU Dresden | George-Bähr-Straße 1d (Karte)                         | 1927–1928 | Freistehend, in traditioneller Form errichtetes und von expressionistischen Elementen belebtes Gebäude, gestalterisch hervorgehoben durch Fassaden mit hellen und dunklen Ziegeln (rote Klinker), Sprossenfenster, entworfen von Martin Dülfer. Als Teil der früheren Hochschule und heutigen Technischen Universität ortshistorisch bedeutend, zudem als markante Bau vor allem der 1920er Jahre und als Teil des Œuvre eines berühmten Architekten baugeschichtlich wertvoll. | 09307559 |
| Weitere Bilder                          | Mollier-Bau; Zeuner-Bau; Walter-Frenzel-Bau; TU Dresden | George-Bähr-Straße 3; 3c (Karte)                      | 1900–1902 (Hörsaalgebäude), 1928–1930 (Wasserturm) | Gebäudekomplex aus Mollier-Bau einschließlich Wasserturm, Zeuner-Bau mitsamt zwei Ausstattungselementen (Getriebemodellschränken) und Walter-Frenzel-Bau bestehend; ursprünglich Teil der Technischen Hochschule, heute TU Dresden, an George-Bähr-Straße und Helmholtzstraße, vielgestaltige Anlage mit mehreren Trakten und Innenhöfen, die Fassaden aufgelockert durch Risalite und zurückgesetzte Teile, Ziegelbauten (roter Klinker) mit Sandsteinsockel, Schmuck- und Gliederungselemente ebenfalls aus Sandstein, als Teil der Erstbebauung des TU-Geländes historisch bedeutend und als Hochschularchitektur der Jahrhundertwende von dokumentarischem Wert (siehe auch Helmholtzstraße 5), zwei historische Getriebemodellschränke mit je 32 Getriebemodellen als Ausstattungselemente des Zeuner-Baus von universitätsgeschichtlichem, wissenschaftshistorischem und technikgeschichtlichem Wert. | 09212514 |
|                                         | Walther-Pauer-Bau; TU Dresden | George-Bähr-Straße 3b (Karte)                         | um 1930 (Hochschulanlagenteil) | Feuerwehrschuppen und Heizkraftwerk mit Schornstein (ehem.); Teil der einstigen Technischen Hochschule, heute TU Dresden, schlichte Klinkerbauten, der markante Schornstein mit unterschiedlich farbigen Klinkern und Ornamentgestaltung, geschichtlich bedeutend. | 09212512 |
| Weitere Bilder                          | Landgericht; Georg-Schumann-Bau; Tillichbau; Hülsse-Bau; Gedenkstätte; TU Dresden | George-Bähr-Straße 7 (Karte)                          | 1902–1907 (Gericht), 1959–1962 (VdN/OdF), 1988–1989 (VdN/OdF), um 1960 (Sitzstatue), 1957–1959 (Pausengarten)                                                                    | Gerichtskomplex (ehem.), heute Universität, bestehend aus eigentlichem Gerichtsgebäude mit mehreren Flügeln an Georg-Schumann-Straße, Münchner Platz, George-Bähr-Straße und Helmholtzstraße (Georg-Schumann-Bau und Tillich-Bau), der südöstlich gruppierten einstigen Untersuchungshaftanstalt über kreuzförmigem Grundriss (Hülsse-Bau); die Denkmaleigenschaft ergibt sich aus der architekturgeschichtlichen, historischen, künstlerischen und städtebaulichen Bedeutung, also dem dokumentarischen Wert insbesondere für die Architektur Anfang des 20. Jahrhunderts, der Bedeutung für die Deutung eines Ereignisses und des Erinnerungswertes, das Gericht war Ort vor allem der Verfolgung von Gegnern des Nationalsozialismus, der gestalterischen Qualität mit der die Anlage das ästhetische Empfinden eines Betrachters in besonderem Maße anspricht und der Bedeutung für die Umgebung und das Ortsbild. | 09212520 |
|                                         | Wohnhausgruppe mit Einfriedung in offener Bebauung | George-Bähr-Straße 10; 12; 14 (Karte)                 | 1905–1906 (Mehrfamilienwohnhaus) | äußerst repräsentative, herrschaftliche Anlage aus dem Anfang des 20. Jahrhunderts zwischen Historismus und Reformarchitektur/Jugendstil, dominiert von hohem Dach und hohen Giebeln, Auf- und Anbauten, teilweise mit Hauben, dazu Erker, reicher, akzentuierender Schmuck, als Mietshäuser erbaut, baugeschichtlich und künstlerisch bedeutend. | 09212515 |
|                                         | Mietshaus mit Einfriedung in halboffener Bebauung | George-Bähr-Straße 18 (Karte)                         | 1901–1903 (Mietshaus) | äußerst repräsentativer, herrschaftlicher Bau aus dem Anfang des 20. Jahrhunderts zwischen Historismus und Jugendstil, dominiert von hohem Dach, dazu Erker und Loggien, reicher, akzentuierender Schmuck, baugeschichtlich und künstlerisch bedeutend. | 09306609 |
|                                         | Mietshaus mit Einfriedung in halboffener Bebauung | George-Bähr-Straße 20 (Karte)                         | 1901–1903 (Mietshaus) | äußerst repräsentativer, herrschaftlicher Bau aus dem Anfang des 20. Jahrhunderts zwischen Historismus und Jugendstil, im weiteren Sinne der Frühen Sachlichkeit, dominiert von hohem Dach und hohem Giebel, Auf- und Anbauten, reicher, akzentuierender Schmuck, baugeschichtlich und künstlerisch bedeutend. | 09212522 |
|                                         | Mietshaus in halboffener Bebauung | George-Bähr-Straße 22 (Karte)                         | 1902–1903 (Mietshaus) | äußerst repräsentativer, herrschaftlicher Wohnbau aus dem Anfang des 20. Jahrhunderts zwischen Historismus und Früher Sachlichkeit, dominiert von hohem Dach, Auf- und Anbauten mit spitzen Hauben, dazu Erker und Altan mit Balustrade, reicher, akzentuierender Schmuck, baugeschichtlich und künstlerisch bedeutend. | 09212523 |
| Weitere Bilder                          | Landgericht; Georg-Schumann-Bau; Tillichbau; Hülsse-Bau; Gedenkstätte; TU Dresden | Georg-Schumann-Straße 1 (Karte)                       | 1902–1907 (Gericht), 1959–1962 (VdN/OdF), 1988–1989 (VdN/OdF), um 1960 (Sitzstatue), 1957–1959 (Pausengarten)                                                                    | Gerichtskomplex (ehem.), heute Universität, bestehend aus eigentlichem Gerichtsgebäude mit mehreren Flügeln an Georg-Schumann-Straße, Münchner Platz, George-Bähr-Straße und Helmholtzstraße (Georg-Schumann-Bau und Tillich-Bau), der südöstlich gruppierten einstigen Untersuchungshaftanstalt über kreuzförmigem Grundriss (Hülsse-Bau); die Denkmaleigenschaft ergibt sich aus der architekturgeschichtlichen, historischen, künstlerischen und städtebaulichen Bedeutung, also dem dokumentarischen Wert insbesondere für die Architektur Anfang des 20. Jahrhunderts, der Bedeutung für die Deutung eines Ereignisses und des Erinnerungswertes, das Gericht war Ort vor allem der Verfolgung von Gegnern des Nationalsozialismus, der gestalterischen Qualität mit der die Anlage das ästhetische Empfinden eines Betrachters in besonderem Maße anspricht und der Bedeutung für die Umgebung und das Ortsbild. | 09212520 |
| Weitere Bilder                          | Barkhausen-Bau; TU Dresden | Georg-Schumann-Straße 9; 11; 13 (Karte)               | 1951–1954 (Universitätsgebäude, Bauabschnitt 1) und, nach 1955 (Universitätsgebäude, Bauabschnitt 3) und, um 1955 (Pausengarten), um 1955 (Brunnenplastik), um 1970 (Sitzstatue) | Gebäudekomplex der ehemaligen Technischen Hochschule; heute TU Dresden, aus zwei senkrecht zueinander stehenden Flügeln (Bauabschnitt 1 und 2 nach Entwürfen der Architekten Karl Wilhelm Ochs und Walter Henn) sowie einer vierflügligen Baugruppe mit großem Innenhof und Anbau (Hörsaal) an der Georg-Schumann-Straße (Bauabschnitt 3 und 4 von Heinrich Rettig), dazu Freiflächen aus Vorplatz, südlichem Senkgarten, Innenhof und Flächen um den Hörsaalbau sowie ein Zierbrunnen mit Plastik auf dem Vorplatz (von August Schreitmüller) und die Figur eines sitzenden Mädchens (von der Dresdner Bildhauerin Viktoria Krüger) am Eingang des Ostflügels (Bauabschnitt 2), schlicht gestaltetes Universitätsgebäude in traditioneller Form, das elegant verglaste Treppenhaus an der Helmholtzstraße gibt dem 1951–1954 entstandenen Bauteil ein modernes Aussehen, als Teil der Hochschule historisch bedeutend, zudem bemerkenswerter Bau der frühen DDR-Architektur, baugeschichtlicher und künstlerischer Wert, Freiflächengestaltung gartenkünstlerisch von Belang. | 09212548 |
|                                         | Mietshaus in offener Bebauung | Helmholtzstraße 1 (Karte)                             | 1904 (Mietshaus) | herrschaftliches, historistisches Anwesen insbesondere im Stil der Gotik und der deutschen Renaissance, allerdings vor dem Hintergrund seiner Entstehungszeit schon leicht versachlicht, dominiert von Eckturm, repräsentative Fassaden mit Balkonen, Veranden, Gaupen und reichem, aber akzentuierendem Schmuck, baugeschichtlich und künstlerisch bedeutend. | 09212517 |
|                                         | Mietshaus in Ecklage und offener Bebauung | Helmholtzstraße 2 (Karte)                             | um 1905 (Doppelmietshaus) | äußerst repräsentativer Wohnbau um 1900 zwischen Historismus und Jugendstil sowie der sich anbahnenden Frühen Sachlichkeit, dominiert von hohem Dach, davor Schweifgiebel, Belebung durch Balkone, Loggien, Turmaufbauten, Gaupen usw., reicher, akzentuierender Schmuck, baugeschichtlich und künstlerisch bedeutend. | 09212525 |
|                                         | Mietshaus mit Einfriedung in offener Bebauung | Helmholtzstraße 3b (Karte)                            | um 1905 (Mietshaus) | herrschaftliches, historistisches Anwesen im Stil insbesondere der deutschen Renaissance, allerdings vor dem Hintergrund seiner Entstehungszeit schon leicht versachlicht, dominiert von Eckturm, repräsentative Fassaden mit Giebeln, Balkonen, Veranden, Gaupen und akzentuierendem Schmuck, baugeschichtlich und künstlerisch bedeutend. | 09212516 |
|                                         | Mietshaus mit Einfriedung | Helmholtzstraße 4 (Karte)                             | bezeichnet 1902 (Mietshaus) | äußerst repräsentativer, herrschaftlicher Bau aus dem Anfang des 20. Jahrhunderts zwischen Historismus und Jugendstil, im weiteren Sinne der Frühen Sachlichkeit, dominiert von hohem Dach und hohen Giebeln, Auf- und Anbauten, reicher, akzentuierender Schmuck, baugeschichtlich und künstlerisch bedeutend. | 09212519 |
| Weitere Bilder                          | Mollier-Bau; Zeuner-Bau; Walter-Frenzel-Bau; TU Dresden | Helmholtzstraße 5 (Karte)                             | 1900–1902 (Hörsaalgebäude), 1928–1930 (Wasserturm) | Gebäudekomplex aus Mollier-Bau einschließlich Wasserturm, Zeuner-Bau mitsamt zwei Ausstattungselementen (Getriebemodellschränken) und Walter-Frenzel-Bau bestehend; ursprünglich Teil der Technischen Hochschule, heute TU Dresden, an George-Bähr-Straße und Helmholtzstraße, vielgestaltige Anlage mit mehreren Trakten und Innenhöfen, die Fassaden aufgelockert durch Risalite und zurückgesetzte Teile, Ziegelbauten (roter Klinker) mit Sandsteinsockel, Schmuck- und Gliederungselemente ebenfalls aus Sandstein, als Teil der Erstbebauung des TU-Geländes historisch bedeutend und als Hochschularchitektur der Jahrhundertwende von dokumentarischem Wert (siehe auch George-Bähr-Straße 3; 3c), zwei historische Getriebemodellschränke mit je 32 Getriebemodellen als Ausstattungselemente des Zeuner-Baus von universitätsgeschichtlichem, wissenschaftshistorischem und technikgeschichtlichem Wert. | 09212514 |
| Weitere Bilder                          | Landgericht; Georg-Schumann-Bau; Tillichbau; Hülsse-Bau; Gedenkstätte; TU Dresden | Helmholtzstraße 6; 8; 10 (Karte)                      | 1902–1907 (Gericht), 1959–1962 (VdN/OdF), 1988–1989 (VdN/OdF), um 1960 (Sitzstatue), 1957–1959 (Pausengarten)                                                                    | Gerichtskomplex (ehem.), heute Universität, bestehend aus eigentlichem Gerichtsgebäude mit mehreren Flügeln an Georg-Schumann-Straße, Münchner Platz, George-Bähr-Straße und Helmholtzstraße (Georg-Schumann-Bau und Tillich-Bau), der südöstlich gruppierten einstigen Untersuchungshaftanstalt über kreuzförmigem Grundriss (Hülsse-Bau); die Denkmaleigenschaft ergibt sich aus der architekturgeschichtlichen, historischen, künstlerischen und städtebaulichen Bedeutung, also dem dokumentarischen Wert insbesondere für die Architektur Anfang des 20. Jahrhunderts, der Bedeutung für die Deutung eines Ereignisses und des Erinnerungswertes, das Gericht war Ort vor allem der Verfolgung von Gegnern des Nationalsozialismus, der gestalterischen Qualität mit der die Anlage das ästhetische Empfinden eines Betrachters in besonderem Maße anspricht und der Bedeutung für die Umgebung und das Ortsbild. | 09212520 |
|                                         | Berndt-Bau; TU Dresden | Helmholtzstraße 7 (Karte)                             | 1900/1905 (Universität) | Gebäude der ehemaligen Technischen Hochschule; heute TU Dresden, über annähernd längsrechteckigem Grundriss, die viergeschossigen (einschl. Souterrain) Fassaden mit Elementen der Renaissance, aufgelockert durch Seitenrisalite, Ziegelbau (roter Klinker) mit Sandsteinsockel, Schmuck- und Gliederungselemente ebenfalls aus Sandstein, als Teil der Erstbebauung des TU-Geländes historisch von Belang und als Hochschularchitektur der Jahrhundertwende von dokumentarischem Wert, baugeschichtlich und ortsgeschichtlich bedeutend. | 09212526 |
|                                         | Kutzbach-Bau; TU Dresden | Helmholtzstraße 7a (Karte)                            | 1958–1961 (Institut) | Komplex aus Verwaltungsgebäude und Hallenanbau; bemerkenswerter Bau der Nachkriegsmoderne in der DDR, orientierte sich schon relativ früh mit seiner rasterförmig gestalteten Vorderfront aus großflächig verglasten Fensteröffnungen und dem abschließenden Flugdach an den neuesten Entwicklungen in Westeuropa, Akzent durch nobel ausgeführten Eingang mit wirkungsvoll angeordneter Freitreppe, Verglasung und filigranem Geländer, gehört zu den gestalterisch qualitätvollsten Bauten aus dieser Zeit in Dresden, baugeschichtlich und künstlerisch bedeutend. | 09219009 |
| Weitere Bilder                          | Görges-Bau; TU Dresden | Helmholtzstraße 9 (Karte)                             | bis 1905 (Universität) | Gebäude der ehemaligen Technischen Hochschule; heute TU Dresden, über annähernd rechteckigem Grundriss, in der Mitte ein geräumiger Lichthof, die Fassaden aufgelockert durch Risalite, Ziegelbau mit Sandsteinsockel, Schmuck- und Gliederungselemente ebenfalls aus Sandstein, als Teil der Erstbebauung des TU-Geländes historisch von Belang und als Hochschularchitektur der Jahrhundertwende von dokumentarischem Wert, baugeschichtlich und ortsgeschichtlich bedeutend. | 09212527 |
| Weitere Bilder                          | Merkel-Bau; TU Dresden | Helmholtzstraße 14 (Karte)                            | 1954–1955 (Institut), 1956 (Relief) | Gebäudekomplex der ehemaligen Technischen Hochschule, heute TU Dresden, bestehend aus Laboratorium- und Werkstattgebäude sowie Institutsgebäude und Freiraumgestaltung; bemerkenswerter Bau der frühen DDR-Architektur, baugeschichtlicher und künstlerischer bedeutend | 09306852 |
| Weitere Bilder                          | Barkhausen-Bau; TU Dresden | Helmholtzstraße 18 (Karte)                            | 1951–1954 (Universitätsgebäude, Bauabschnitt 1) und, nach 1955 (Universitätsgebäude), Bauabschnitt 3 und, um 1955 (Pausengarten), um 1955 (Brunnenplastik), um 1970 (Sitzstatue) | Gebäudekomplex der ehemaligen Technischen Hochschule; heute TU Dresden, aus zwei senkrecht zueinander stehenden Flügeln (Bauabschnitt 1 und 2 nach Entwürfen der Architekten Ochs und Henn) sowie einer vierflügligen Baugruppe mit großem Innenhof und Anbau (Hörsaal) an der Georg-Schumann-Straße (Bauabschnitt 3 und 4 von Rettig), dazu Freiflächen aus Vorplatz, südlichem Senkgarten, Innenhof und Flächen um den Hörsaalbau sowie ein Zierbrunnen mit Plastik auf dem Vorplatz (von Schreitmüller) und die Figur eines sitzenden Mädchens (von der Dresdner Bildhauerin Viktoria Krüger) am Eingang des Ostflügels (Bauabschnitt 2), schlicht gestaltetes Universitätsgebäude in traditioneller Form, das elegant verglaste Treppenhaus an der Helmholtzstraße gibt dem 1951–1954 entstandenen Bauteil ein modernes Aussehen, als Teil der Hochschule historisch bedeutend, zudem bemerkenswerter Bau der frühen DDR-Architektur, baugeschichtlicher und künstlerischer Wert, Freiflächengestaltung gartenkünstlerisch von Belang.                                     | 09212548 |
| Weitere Bilder                          | Gerhart-Potthoff-Bau; TU Dresden | Hettnerstraße 1; 3 (Karte)                            | 1951–1953 (Hörsaalgebäude), 1954 (Malerei), 1951–1953 (Freiraumgestaltung) | Lehr- und Hörsaalgebäude der ehemaligen Hochschule für Verkehrswesen mit Pergola sowie Freiraumgestaltung; heute TU Dresden, bedeutendes bauliches Zeugnis der frühen DDR-Architektur, im Innern befindet sich eines der letzten großformatigen Wandgemälde aus den 1950er Jahren, erschaffen von Alfred Hesse und Erich Gerlach, architekturgeschichtlich und kunsthistorisch bedeutend. | 09212513 |
|                                         | Mietshaus in offener Bebauung | Hettnerstraße 4 (Karte)                               | um 1905 (Mietshaus) | repräsentativer Wohnbau um 1900, zwischen Historismus und Früher Sachlichkeit, im Stil der deutschen Renaissance, bereits etwas versachlicht, dominiert von hohen Schweifgiebeln und Erker, Eckbetonungen, auffällig die seitliche Veranda mit Rundbögen, baugeschichtlich bedeutend. | 09212528 |
|                                         | Mietshaus in offener Bebauung | Hettnerstraße 6 (Karte)                               | um 1905 (Mietshaus) | repräsentativer Wohnbau um 1900, zwischen Historismus und Früher Sachlichkeit, vor allem im Stil der deutschen Renaissance, spürbar versachlicht, dominiert von Schweifgiebel und Erker, akzentuierender Fassadenschmuck, baugeschichtlich bedeutend. | 09212529 |
|                                         | Villa mit Garten und Einfriedung | Hohe Straße 7 (Karte)                                 | 1867 (Villa) | reicher historisierender Villenbau aus dem 3. Viertel des 19. Jahrhunderts, mit horizontaler Gliederung und Eckbetonungen der italienischen Renaissance nahestehend, von architekturhistorischer und baukünstlerischer Bedeutung. | 09212651 |
|                                         | Villa mit Nebengebäude und Einfriedung | Hohe Straße 12 (Karte)                                | um 1875 (Villa) | klassischer Wohnbau der in Dresden um etwa 1875 vorherrschenden Semper-Nicolai-Schule, gekennzeichnet durch horizontale Gliederung und Mittenbetonung, nach dem Vorbild der italienischen Renaissance errichtet, heute Honorarkonsulat von Luxemburg, baugeschichtlich bedeutend, als Teil des Schweizer Viertels zudem stadtentwicklungsgeschichtlich von Belang. | 09212647 |
|                                         | Villa mit Einfriedung | Hohe Straße 22 (Karte)                                | 1903 (Villa) | reicher, herrschaftlicher Bau, neobarock, belebt von mehreren Anbauten, Sandsteinfassade, aufwendiger Fassadenschmuck, dabei Akzentuierung der hervortretenden Bauteile und der Fenster, zum Garten Auffahrt, auch die Einfriedung geradezu üppig, auffälliges Gebäude, baugeschichtlich und künstlerisch bedeutend. | 09212584 |
| Weitere Bilder                          | Zionskirche (Ruine) | Hohe Straße 24 (Karte)                                | 1908–1912 (Kirche) | Ruine einer Kirche, dazu Vasa sacra; Fassade des Zentralbaus mit monumentaler Säulengliederung und breiter Attikazone, einer der bedeutendsten Kirchenbauten von Schilling & Graebner, architekturhistorisch und künstlerisch bedeutend. | 09212542 |
| Weitere Bilder                          | »Danaide« | Hohe Straße 24 (Karte)                                | bezeichnet 1899 (Brunnenplastik) | Bronzeplastik; ursprünglich Brunnenfigur, nackte weibliche Statue mit Wassergefäß auf dem Kopf, derzeitiger Standort Zionskirche, Lapidarium, personengeschichtlich und kunstgeschichtlich sowie künstlerisch bedeutend. | 09302966 |
| Weitere Bilder                          | Villa mit Einfriedung | Hohe Straße 27 (Karte)                                | um 1870 (Villa) | markantes historistisches, genauer spätklassizistisches Gebäude, dominiert von straßenseitigem, übergiebelten Mittelrisalit, mit reichem, akzentuierenden Fassadenschmuck, baugeschichtlich bedeutend, zudem als Teil des Schweizer Viertels stadtentwicklungsgeschichtlich von Belang. | 09212648 |
|                                         | Weichbildstein mit Wappen und Jahreszahlen | Hohe Straße 40 (Karte)                                | bezeichnet 1679 (Weichbildstein) | Weichbildstein mit Wappen und Jahreszahlen; ortsgeschichtlich bedeutend, zudem als älteres Zeugnis der Stadtgeschichte mit Seltenheitswert. | 09210362 |
|                                         | Häuserzeile mit sechs Eingängen (Einzeldenkmal zu ID-Nr. 09304100) | Hohe Straße 41; 43; 43a; 43b; 45; 47 (Karte)          | 1953–1954 (Mehrfamilienwohnhaus) | Einzeldenkmal der Sachgesamtheit Wohnbebauung Nürnberger Straße: Häuserzeile mit sechs Eingängen; von baugeschichtlichem, sozialgeschichtlichem, stadtentwicklungsgeschichtlichem und städtebaulichem Wert. | 09216745 |
|                                         | Häuserzeile mit zwei Eingängen (Einzeldenkmal zu ID-Nr. 09304100) | Hohe Straße 49; 51 (Karte)                            | 1953–1954 (Mehrfamilienwohnhaus) | Einzeldenkmal der Sachgesamtheit Wohnbebauung Nürnberger Straße: Häuserzeile mit zwei Eingängen; von baugeschichtlichem, sozialgeschichtlichem, stadtentwicklungsgeschichtlichem und städtebaulichem Wert. | 09216746 |
|                                         | Villa | Hohe Straße 55 (Karte)                                | um 1910 (Villa) | original erhaltener neoklassizistischer Solitärbau mit barockisierenden Elementen, innen Hallendiele mit Ausstattung aus Entstehungszeit (heute als Kindergarten genutzt), Gebäude von architekturhistorischer bzw. wissenschaftlich-dokumentarischer Bedeutung (Zeugnis Villenarchitektur der Frühen Sachlichkeit) und von baukünstlerischem Wert (gestalterisch qualitätvolle Fassade und Interieur). | 09212539 |
|                                         | Mietvilla | Hohe Straße 61 (Karte)                                | um 1905 (Mietvilla) | trotz einiger Vereinfachungen nach wie vor markantes Wohngebäude des nach 1900 entstandenen Erweiterungsgebietes der Südvorstadt, Belebung durch Veranda, Giebel und Erker, Eingang hervorgehoben, stadtentwicklungsgeschichtlich bedeutend, markante Treppenhaus mit Ausstattung erhalten. | 09212540 |
|                                         | Villa mit Einfriedung | Hübnerstraße 1 (Karte)                                | um 1880 (Villa) | in Teilen erhaltener historistischer Wohnbau des ausgehenden 19. Jahrhunderts, Gliederung und Schmuck (horizontale Aufteilung, Putznutung im Erdgeschoss usw.) vor im Stil der italienischen Renaissance, Fehlstellen Dokument Wiederaufbau nach 1945, baugeschichtlich bedeutend, als Teil des Schweizer Viertels zudem stadtentwicklungsgeschichtlich von Belang. | 09212605 |
|                                         | Villa mit Einfriedung | Hübnerstraße 2 (Karte)                                | 1885 (Villa) | kleines, eingeschossiges und charakteristisches Wohngebäude der Neorenaissance, noble Gestaltung, Vorderfront symmetrisch, Betonung der erhöhten Mitte durch offene Veranda mit Austritt, Teil des Schweizer Viertels, baugeschichtlich, stadtentwicklungsgeschichtlich und künstlerisch bedeutend. | 09212604 |
|                                         | Villa mit Einfriedung | Hübnerstraße 4 (Karte)                                | 1885 (Villa) | historistischer Wohnbau des späten 19. Jahrhunderts, Betonung der Mitte durch übergiebelten Risalit, Mansarddach, geprägt durch verschiedene Stilvorbilder, vor allem die italienische Renaissance (im Sinne der Semper-Nicolai-Schule), baugeschichtlich bedeutend, als Teil des Schweizer Viertels zudem stadtentwicklungsgeschichtlich von Belang. Bis Ende 2022 wurde die Villa saniert. Dabei wurde die Rhythmik der Gauben im Mansarddach nach Kriegsverlusten wiederhergestellt und dort mit Schiefer ergänzt und an den Eckbereichen mit Akroteren bekrönt. Außerdem der später angebaute straßenseitige Wintergarten saniert und dessen ursprüngliche Farbgebung aus der Bauzeit wiederhergestellt. Die farbliche Fassung der restlichen Fassade wurde in sich zurücknehmenden, zum Sandstein passenden Pastellfarben festgelegt. | 09212603 |
| Weitere Bilder                          | Villa mit Garage und Einfriedung | Hübnerstraße 6 (Karte)                                | 1886–1887 (Villa), 1910 (Garage) | Villa mit Garage und Teilen der alten Einfriedung; markantes Anwesen des Schweizer Viertels, trotz Veränderungen charakteristischer historistischer Wohnbau des ausgehenden 19. Jahrhunderts, mit Giebeln und Eckturm im Stil der deutschen Neorenaissance errichtet, Garage exemplarisches Beispiel für Reformarchitektur nach 1900, vor allem baugeschichtlich bedeutend, als Teil des Schweizer Viertels zudem stadtentwicklungsgeschichtlich von Belang. | 09212578 |
|                                         | Villa mit Einfriedung | Hübnerstraße 8 (Karte)                                | 1897–1898 (Villa) | Villa mit Einfriedung, charakteristischer historisierender Wohnbau seiner Zeit, dominiert von Mittelrisalit und seitlichem Turmanbau, Teil des Schweizer Viertels, baugeschichtlich und stadtentwicklungsgeschichtlich bedeutend. | 09218989 |
|                                         | Villa mit Einfriedung | Hübnerstraße 9 (Karte)                                | um 1880 (Villa) | typisches Gebäude der um 1875 in Dresden vorherrschenden Semper-Nicolai-Schule mit axialer Gliederung, regelmäßigem Aufbau und flachem Dach, baugeschichtlich bedeutend, als Teil des Schweizer Viertels zudem stadtentwicklungsgeschichtlich von Belang. | 09212601 |
| Weitere Bilder                          | Haus Luther (ehem.) | Hübnerstraße 11 (Karte)                               | um 1910 (Villa) | Villa mit Einfriedung; seit den späten 1950er Jahren als Jugendherberge »Rudi Arndt« genutzt, versachlichter Bau der Architektur Anfang des 20. Jahrhunderts, innen markante Hallendiele mit Zierbalkendecke und Treppe zum Obergeschoss, baugeschichtlich und ortsgeschichtlich bedeutend. | 09212595 |
| Weitere Bilder                          | Doppelvilla mit Einfriedung | Hübnerstraße 12 (Karte)                               | um 1905 (Mietvilla) | Doppelvilla mit Einfriedung (Eisenstuckstraße 33 und Hübnerstraße 12); repräsentatives und zugleich malerisches Gebäude der frühen Moderne nach 1900, Fassadengestaltung mit Elementen des Jugendstils und Neoklassizismus, über den vertikal gegliederten Vollgeschossen erhebt sich eine pittoresk anmutende Dachlandschaft mit Zierfachwerk, Eckturm, Gaupen, Giebeln, Loggien und Säulengang, Gebäude mit dokumentarischem Wert für die Architektur seiner Zeit und künstlerischer Bedeutung. | 09212592 |
| Weitere Bilder                          | Mietvilla mit Einfriedung | Hübnerstraße 13 (Karte)                               | um 1900 (Villa) | repräsentativer Bau um 1900 zwischen Historismus und Reformarchitektur/Jugendstil, dominiert von hohem Dach, Giebel und seitlichen Balkonachsen, der wenige, akzentuierende Schmuck reduziert oder schon versachlicht, baugeschichtlich bedeutend, als Teil des Schweizer Viertels zudem stadtentwicklungsgeschichtlich von Belang. | 09212598 |
| Weitere Bilder                          | Doppelmietshaus in Ecklage | Hübnerstraße 15 (Karte)                               | bezeichnet 1904 (Doppelmietshaus) | Doppelmietshaus (Hübnerstraße 15 und Nürnberger Straße 47) in offener Bebauung und Ecklage; repräsentative Jugendstilbauten mit aufwendiger Sandsteinfassade, im weiteren Sinne auch Beispiele des Reformstils, baugeschichtlich von Bedeutung. | 09212559 |
|                                         | Villa mit Einfriedung | Kaitzer Straße 14 (Karte)                             | 1871 erbaut (Villa) | klassischer Wohnbau der in Dresden um 1875 vorherrschenden Semper-Nicolai-Schule, geprägt durch Betonung der Mitte und symmetrischen Aufbau, der akzentuierend angebrachte Schmuck steigert die Ausgewogenheit der Straßenfassade, baugeschichtlich bedeutend, als Teil des Schweizer Viertels stadtentwicklungsgeschichtlich von Belang. | 09212623 |
|                                         | Mietvilla mit Einfriedung | Kaitzer Straße 16 (Karte)                             | um 1885 (Mietvilla) | trotz einiger Vereinfachungen nach wie vor markantes Wohngebäude des Schweizer Viertels, Belebung durch mittige Veranda sowie verschiedene Schmuck- und Gliederungselemente, stadtentwicklungsgeschichtlich bedeutend. | 09212621 |
|                                         | Mietvilla mit Einfriedung | Kaitzer Straße 18 (Karte)                             | um 1885 (Mietvilla) | im Stil der Semper-Nicolai-Schule, einer in und um Dresden gegen 1875 vorherrschenden historistischen Architekturströmung, äußerst markanter, horizontal gegliederter Bau, symmetrische Aufteilung der Fassaden durch Mittenbetonung, zur Straße Säulenhalle mit Austritt im ersten Obergeschoss, Schmuck akzentuierend, baugeschichtlich und künstlerisch bedeutend. | 09212620 |
|                                         | Mietvilla | Kaitzer Straße 19 (Karte)                             | um 1900 (Mietvilla) | charakteristischer Wohnbau des Historismus im ausgehenden 19. Jahrhundert und um 1900, dominiert von Giebeln sowie belebt von Schmuck- und Gliederungselementen vor allem nach dem Vorbild der Deutschen Renaissance, vor allem baugeschichtlich bedeutend. | 09212622 |
|                                         | Häuserzeile mit fünf Eingängen (Einzeldenkmal zu ID-Nr. 09304100) | Kaitzer Straße 29 (Karte)                             | 1953–1954 (Mehrfamilienwohnhaus) | Einzeldenkmal der Sachgesamtheit Wohnbebauung Nürnberger Straße: Häuserzeile mit fünf Eingängen; von baugeschichtlichem, sozialgeschichtlichem, stadtentwicklungsgeschichtlichem und städtebaulichem Wert. | 09216730 |
|                                         | Häuserzeile mit vier Eingängen (Einzeldenkmal zu ID-Nr. 09304100) | Kaitzer Straße 30 (Karte)                             | 1953–1954 (Mehrfamilienwohnhaus) | Einzeldenkmal der Sachgesamtheit Wohnbebauung Nürnberger Straße: Häuserzeile mit vier Eingängen; von baugeschichtlichem, sozialgeschichtlichem, stadtentwicklungsgeschichtlichem und städtebaulichem Wert. | 09216729 |
|                                         | Häuserzeile mit fünf Eingängen (Einzeldenkmal zu ID-Nr. 09304100) | Kaitzer Straße 32; 33; 35 (Karte)                     | 1953–1954 (Mehrfamilienwohnhaus) | Einzeldenkmal der Sachgesamtheit Wohnbebauung Nürnberger Straße: Häuserzeile mit fünf Eingängen; von baugeschichtlichem, sozialgeschichtlichem, stadtentwicklungsgeschichtlichem und städtebaulichem Wert. | 09216740 |
|                                         | Häuserzeile mit drei Eingängen (Einzeldenkmal zu ID-Nr. 09304100) | Kaitzer Straße 37 (Karte)                             | 1953–1954 (Mehrfamilienwohnhaus) | Einzeldenkmal der Sachgesamtheit Wohnbebauung Nürnberger Straße: Häuserzeile mit drei Eingängen; von baugeschichtlichem, sozialgeschichtlichem, stadtentwicklungsgeschichtlichem und städtebaulichem Wert. | 09216742 |
|                                         | Mietvilla | Kaitzer Straße 42 (Karte)                             | um 1910 (Mietvilla) | markanter Bau der Reformarchitektur nach 1900, versachlichte Gestaltung, endet in einem hohen Mansardwalmdach, Belebung durch Anbauten sowie zurückhaltend verwendete, akzentuierende Schmuck- und Gliederungselemente, baugeschichtlich bedeutend. | 09212535 |
|                                         | Villa mit Garten und Einfriedung | Kaitzer Straße 51 (Karte)                             | bezeichnet 1922 (Villa) | charakteristisches, traditionell gestaltetes Einfamilienhaus um 1925, mit hohem Walmdach, wenigem akzentuierenden Fassadenschmuck, wie den Eckbetonungen, ursprünglich gehörten noch Klappläden zur Hausausstattung, die auffällige und für die Zeit typische Ziergitter an den Fenstern, der Eingang hervorgehoben, Anwesen vor allem baugeschichtlich bedeutend. | 09212538 |
|                                         | Weichbildstein mit Wappen und Jahreszahl | Kaitzer Straße 59 (bei) (Karte)                       | bezeichnet 1729 (Weichbildstein) | ortsgeschichtlich bedeutend, älteres Zeugnis der Stadtgeschichte zudem mit Seltenheitswert. | 09213792 |
|                                         | Posthalterei (ehem.) | Kunadstraße 3 (Karte)                                 | um 1895 (Posthalterei) | Postgebäude; zeittypischer historistischer Klinkerbau eines staatlichen Unternehmens der Gründerzeit, die Fronten von vielfältigem Zierrat belebt, offenbar im Zusammenhang mit dem 1945 zerstörten Kaiserlichen Bahnpostamt entstanden, vor allem baugeschichtlich bedeutend. | 09215723 |
|                                         | Posthalterei (ehem.) | Kunadstraße 8 (Karte)                                 | um 1895 (Verwaltungsgebäude) | Postgebäude; zeittypischer historistischer Klinkerbau eines staatlichen Unternehmens der Gründerzeit, die Fronten von vielfältigem Zierrat belebt, offenbar im Zusammenhang mit dem 1945 zerstörten Kaiserlichen Bahnpostamt entstanden, vor allem baugeschichtlich bedeutend. | 09215724 |
| Weitere Bilder                          | Villa Haniel | Leubnitzer Straße 7 (Karte)                           | 1868 (Villa), 1901 (Remisengebäude) | Villa mit Remisengebäude, Garten und Einfriedung; innen reiche und vielfältige Ausstattung, als bemerkenswerter historistischer Wohnbau mit originalen Interieurs und Beispiel der um 1875 in Dresden vorherrschenden Semper-Nicolai-Schule, gekennzeichnet durch symmetrische Aufteilung, Mittenbetonung usw., architekturhistorisch und künstlerisch bedeutend. | 09212649 |
| Weitere Bilder                          | Villa mit Anbau, verbunden durch Torbogen, und Einfriedung | Leubnitzer Straße 23 (Karte)                          | um 1910 (Villa) | klassischer Bau der Reformarchitektur nach 1900, beinahe schmuckloser Bau mit hohem Dach, Akzentsetzung, insbesondere durch Sprossenfenster und Säulen, baugeschichtlich bedeutend und Teil des Schweizer Viertels stadtentwicklungsgeschichtlich von Belang. | 09212614 |
| Weitere Bilder                          | Villa Möckel | Leubnitzer Straße 28 (Karte)                          | 1878 (Villa) | Villa mit Einfriedung und Garten in Ecklage; repräsentativer neogotischer Klinkerbau über relativ regelmäßigem Grundriss, aufwendige Fassade mit gestalterisch hervorgehobenem Eckanbauten, Veranda, Terrasse, Turmaufsätzen usw., eine der bedeutendsten Dresdner Stilvillen, Beispiel der Hannoverschen Schule des Historismus, architekturhistorisch und künstlerisch bedeutend, in ihrer Form singulär. Villa des Architekten Gotthilf Ludwig Möckel (1838–1915). | 09212616 |
| Weitere Bilder                          | Villa Lingner | Leubnitzer Straße 30 (Karte)                          | 1881 (Villa) | Villa mit Anbau und Einfriedung; markantes Villengebäude der Semper-Nicolai-Schule und von Wilhelm Kreis geschaffener Anbau in Jugendstilformen, innen Vestibül und Treppenhaus mit originaler Ausstattung einschl. Malerei (als Dekorationsmalerei) und Stuckdekor, in den Wohnräumen nur noch Reste, architekturhistorisch und künstlerisch bedeutend, als Teil des Schweizer Viertels zudem stadtentwicklungsgeschichtlich von Belang. | 09212615 |
| Weitere Bilder                          | Villa Clara | Liebigstraße 3 (Karte)                                | 1873 (Villa) | Villa mit Einfriedung; repräsentatives Gebäude, als markantes Beispiel der Semper-Nicolai-Schule architekturhistorisch und künstlerisch bedeutend, innerhalb des Schweizer Viertels zudem von stadtentwicklungsgeschichtlichem Wert. | 09212613 |
| Weitere Bilder                          | Villa Rübsamen | Liebigstraße 7 (Karte)                                | um 1875 (Villa) | Villa mit Garten und Einfriedung; als ursprünglich erhaltener Bau der Semper-Nicolai-Schule architekturhistorisch und künstlerisch bedeutend, innerhalb des einstigen Schweizer Viertels zudem von stadtentwicklungsgeschichtlichem Wert, Bedeutung für die Umgebung. | 09212618 |
| Weitere Bilder                          | Mietvilla mit Einfriedung | Liebigstraße 8 (Karte)                                | 1873–1875 (Mietvilla) | markanter historisierender Wohnbau, bemerkenswert der figürliche Schmuck an der Fassade, architekturhistorisch bedeutend, als Teil des Schweizer Viertels zudem stadtentwicklungsgeschichtlich von Belang. | 09212617 |
| Weitere Bilder                          | Villa Vogel | Liebigstraße 12 (Karte)                               | 1894–1895, bezeichnet 1894 (Mietvilla) | Mietvilla mit Einfriedung; historisierender Wohnbau mit Eckturm, markant auch die Anbauten, u. a. Altan, baugeschichtlich und stadtentwicklungsgeschichtlich sowie künstlerisch bedeutend. | 09212619 |
| Weitere Bilder                          | Mietvilla | Liebigstraße 18 (Karte)                               | um 1890 (Mietvilla) | herrschaftlicher historistischer Wohnbau der Gründerzeit, mit horizontaler Gliederung, Beletage oder Piano Nobile und ädikulaartig gerahmten Fenstern vor allem ein Gebäude der Neorenaissance, Mittenbetonung, baugeschichtlich bedeutend, als Teil des Schweizer Viertels zudem stadtentwicklungsgeschichtlich von Belang. | 09212590 |
| Weitere Bilder                          | Mietvilla | Liebigstraße 23 (Karte)                               | um 1910 (Mietvilla) | trotz einiger Vereinfachungen nach wie vor markantes Wohngebäude des nach 1900 entstandenen Erweiterungsgebietes der Südvorstadt, hohes Dach, Belebung durch segmentbogenförmig vorkragende Erker, stadtentwicklungsgeschichtlich bedeutend. | 09212551 |
|                                         | Mietvilla | Liebigstraße 24 (Karte)                               | um 1910 (Mietvilla) | trotz einiger Vereinfachungen nach wie vor markantes Wohngebäude des nach 1900 entstandenen Erweiterungsgebietes der Südvorstadt, hohes Dach, Belebung durch verschiedene Anbauten, Fachwerkgiebel und akzentuierenden Fassadenschmuck, stadtentwicklungsgeschichtlich bedeutend, Beispiel der Reformarchitektur. | 09216708 |
| Weitere Bilder                          | Mietvilla mit Einfriedung | Liebigstraße 26 (Karte)                               | um 1910 (Mietvilla) | charakteristischer Bau der Reformarchitektur nach 1900, mit hoch aufragendem Baukörper, der in einem großen Dach kulminiert, wenige, aber wirkungsvoll akzentuierende Schmuck- und Gliederungselemente, vor allem baugeschichtlich bedeutend. | 09212550 |
|                                         | Wolf-Villa | Liebigstraße 28 (Karte)                               | bezeichnet 1936 im Flur (Villa) | Villa, Garten und Einfriedung; bemerkenswertester und zugleich eigenwilligster Dresdner Villenbau der 1930er Jahre, mit der ursprünglichen Raumstruktur und zahlreichen originalen Interieurs zudem von besonderem baugeschichtlichem und sozialgeschichtlichen Wert, zudem künstlerisch bedeutend. | 09212554 |
|                                         | Villa mit Garten und Gartenpavillon | Liebigstraße 30 (Karte)                               | 1925–1926 (Villa) | im Neoklassizismus errichteter Bau aus dem ersten Drittel des 20. Jahrhunderts, charakteristisches großbürgerliches Anwesen seiner Zeit, gestalterisch auffällig, baugeschichtlich und künstlerisch bedeutend. | 09212555 |
|                                         | Villa | Lindenaustraße 2a (Karte)                             | 1. Hälfte 19. Jh. (Villa) | früher historisierender Bau, Mitte Beton, wohl auch etwas vereinfacht, stadtentwicklungsgeschichtlich bedeutend | 09212573 |
| Weitere Bilder                          | Fritz-Foerster-Bau; TU Dresden | Mommsenstraße 6 (Karte)                               | 1921–1926 (Institut) | Gebäude über U-förmigem Grundriss mit rückwärtiger Pappel-Allee (Gartendenkmal); Teil der ehemaligen Technischen Hochschule, heute TU Dresden, hervorgehobener Eingangstrakt mit hohem Giebel und Dachreiter, vielgestaltig auch die anderen Teile (weitere vorgezogene Treppenhäuser mit Aufgängen, Lisenengliederung usw.), zweite Dresdner Hochschulbau Martin Dülfers, analog dem Beyer-Bau Klinkergebäude (roter Ziegel) mit materialbetonter Gestaltung, Fassaden mit Jugendstilelementen, dabei erste Anklänge expressionistischen Formengutes, architekturhistorisch, künstlerisch und ortsgeschichtlich bedeutend (siehe auch Bergstraße 66b und 66c). | 09212509 |
| Weitere Bilder                          | Gebäude der ehemaligen Technischen Hochschule (heute TU Dresden) mit Hochspannungshalle als Kernstück, verschiedenen niedrigeren Anbauten, dazu technische Ausstattung und Sammlung aus Schriftgut sowie Ausstellungsstücken für die weitere Forschung (Binder-Bau) | Mommsenstraße 8, 10 (Karte)                           | 1928–1929 | Halle 1928 bis 1929 errichtet, großer rechteckiger Kubus, Gebäudehülle noch mit beeindruckender Stahlskelettkonstruktion und verschiedenen Ausstattungselementen aus der Entstehungszeit, seinerzeit größte und leistungsfähigste Hochspannungshalle Europas mit der ersten 2000-kV-Wechselspannungs-Prüfanlage weltweit, Forschungs- und Prüfstätte der Hochspannungstechnik, erinnert an den bedeutenden Naturwissenschaftler Ludwig Binder, geschichtliche, genauer industrie-, wissenschafts-, bau- und personengeschichtliche Bedeutung | 09307238 |
| Weitere Bilder                          | Mietshaus in Ecklage und halboffener Bebauung | Münchner Platz 1 (Karte)                              | 1901–1902, bezeichnet 1901 (Mietshaus) | äußerst repräsentativer Wohnbau aus dem Anfang des 20. Jahrhunderts zwischen Historismus und Jugendstil sowie der Frühen Sachlichkeit, dominiert von hohem Dach, Auf- und Anbauten mit spitzen Hauben, dazu Erker, reicher, akzentuierender Schmuck, baugeschichtlich und künstlerisch bedeutend. | 09216713 |
| Weitere Bilder                          | Landgericht; Georg-Schumann-Bau; Tillichbau; Hülsse-Bau; Gedenkstätte; TU Dresden | Münchner Platz 3 (Karte)                              | 1902–1907 (Gericht), 1959–1962 (VdN/OdF), 1988–1989 (VdN/OdF), um 1960 (Sitzstatue), 1957–1959 (Pausengarten)                                                                    | Gerichtskomplex (ehem.), heute Universität, bestehend aus eigentlichem Gerichtsgebäude mit mehreren Flügeln an Georg-Schumann-Straße, Münchner Platz, George-Bähr-Straße und Helmholtzstraße (Georg-Schumann-Bau und Tillich-Bau), der südöstlich gruppierten einstigen Untersuchungshaftanstalt über kreuzförmigem Grundriss (Hülsse-Bau); die Denkmaleigenschaft ergibt sich aus der architekturgeschichtlichen, historischen, künstlerischen und städtebaulichen Bedeutung, also dem dokumentarischen Wert insbesondere für die Architektur Anfang des 20. Jahrhunderts, der Bedeutung für die Deutung eines Ereignisses und des Erinnerungswertes, das Gericht war Ort vor allem der Verfolgung von Gegnern des Nationalsozialismus, der gestalterischen Qualität mit der die Anlage das ästhetische Empfinden eines Betrachters in besonderem Maße anspricht und der Bedeutung für die Umgebung und das Ortsbild. | 09212520 |
| Weitere Bilder                          | Mietshaus in halboffener Bebauung | Münchner Platz 4 (Karte)                              | um 1905 (Mietshaus) | äußerst repräsentativer Wohnbau aus dem Anfang des 20. Jahrhunderts zwischen Historismus und Jugendstil, im weiteren Sinne der Frühen Sachlichkeit, dominiert von hohem Dach, Auf- und Anbauten, einer mit Haube, auffällig die Erker, Giebel und Balkone, dazu reicher, akzentuierender Schmuck, baugeschichtlich und künstlerisch bedeutend. | 09212530 |
| Weitere Bilder                          | Mietshaus in halboffener Bebauung | Münchner Platz 6 (Karte)                              | um 1905 (Mietshaus) | äußerst repräsentativer Wohnbau aus dem Anfang des 20. Jahrhunderts zwischen Historismus und Jugendstil, im weiteren Sinne der Frühen Sachlichkeit, dominiert von hohem Dach und aufragendem Giebel, auffällig der breite Erker und die Balkone, dazu reicher, akzentuierender Schmuck, baugeschichtlich und künstlerisch bedeutend. | 09212531 |
| Weitere Bilder                          | Mietshaus in halboffener Bebauung | Münchner Platz 10 (Karte)                             | um 1905 (Mietshaus) | äußerst repräsentativer Wohnbau aus dem Anfang des 20. Jahrhunderts zwischen Historismus und Jugendstil, dominiert von hohem Dach und aufragendem Giebel, auffällig der breite Vorbau und die Loggien, dazu reicher, akzentuierender Schmuck, baugeschichtlich und künstlerisch bedeutend. | 09212532 |
| Weitere Bilder                          | Doppelmietshaus mit Einfriedung in halboffener Bebauung | Münchner Platz 14; 16 (Karte)                         | um 1905 (Doppelwohnhaus) | äußerst repräsentativer Wohnbau aus dem Anfang des 20. Jahrhunderts zwischen Historismus und Jugendstil, im weiteren Sinne der Frühen Sachlichkeit, dominiert von hohem Dach, Auf- und Anbauten, auffällig die Erker, an der Ecke ursprünglich wohl mit Dachspitze, Giebel und Balkone, dazu reicher, akzentuierender Schmuck, baugeschichtlich und künstlerisch bedeutend. | 09212533 |
| Weitere Bilder                          | Mietshaus in geschlossener Bebauung | Münchner Straße 21 (Karte)                            | um 1900 (Mietshaus) | äußerst repräsentativer Wohnbau um 1900 zwischen Historismus und Jugendstil, dominiert von hohem Dach, davor Schweifgiebel und Erker, Seitenachsen betont durch Gaupen, reicher, akzentuierender Schmuck, baugeschichtlich und künstlerisch bedeutend. | 09212518 |
| Weitere Bilder                          | Mietshaus in offener Bebauung | Münchner Straße 26 (Karte)                            | bezeichnet 1903 (Mietshaus) | zeittypischer Bau von 1903 mit aufwendiger Natursteinfassade und reichem, ornamentalem Jugendstildekor, baugeschichtlich und künstlerisch von Bedeutung. | 09212524 |
| Weitere Bilder                          | Nürnberger Ei | Nürnberger Straße (Karte)                             | 1908 (Schmuckplatz) | Schmuckplatz mit Wartehalle; Platzanlage mit spektakulärer Grundrissform (ovaler Grundriss), im Zusammenhang mit der Bebauung des Platzes angelegt und gestaltet, mit einer großen Zahl dendrologischer Besonderheiten aus der Entstehungszeit ausgestattet, in den 1950er Jahren umgestaltet, Wartehalle von 1958, von gartenkünstlerischer, wissenschaftlicher und städtebaulicher Bedeutung. | 09304766 |
|                                         | Häuserzeile mit vier Eingängen (Einzeldenkmal zu ID-Nr. 09304100) | Nürnberger Straße 10; 12; 14; 16 (Karte)              | 1953–1954 (Mehrfamilienwohnhaus) | Einzeldenkmal der Sachgesamtheit Wohnbebauung Nürnberger Straße: Häuserzeile Nürnberger Str. mit vier Eingängen; von baugeschichtlichem, sozialgeschichtlichem, stadtentwicklungsgeschichtlichem und städtebaulichem Wert. | 09216747 |
|                                         | Häuserzeile mit vier Eingängen (Einzeldenkmal zu ID-Nr. 09304100) | Nürnberger Straße 13; 15; 17; 19 (Karte)              | 1953–1954 (Mehrfamilienwohnhaus) | Einzeldenkmal der Sachgesamtheit Wohnbebauung Nürnberger Straße: Nürnberger Straße 13–31/10–28 mit vier Eingängen; von baugeschichtlichem, sozialgeschichtlichem, stadtentwicklungsgeschichtlichem und städtebaulichem Wert. | 09216748 |
|                                         | Häuserzeile mit zwei Eingängen (Einzeldenkmal zu ID-Nr. 09304100) | Nürnberger Straße 16a; 16b (Karte)                    | 1953–1954 (Mehrfamilienwohnhaus) | Einzeldenkmal der Sachgesamtheit Wohnbebauung Nürnberger Straße: Häuserzeile mit zwei Eingängen; von baugeschichtlichem, sozialgeschichtlichem, stadtentwicklungsgeschichtlichem und städtebaulichem Wert. | 09216707 |
|                                         | Häuserzeile mit sieben Eingängen (Einzeldenkmal zu ID-Nr. 09304100) | Nürnberger Straße 18; 20; 22; 24; 26; 28 (Karte)      | 1953–1954 (Mehrfamilienwohnhaus) | Einzeldenkmal der Sachgesamtheit Wohnbebauung Nürnberger Straße: Häuserzeile mit sieben Eingängen; von baugeschichtlichem, sozialgeschichtlichem, stadtentwicklungsgeschichtlichem und städtebaulichem Wert. | 09216738 |
|                                         | Häuserzeile mit sechs Eingängen (Einzeldenkmal zu ID-Nr. 09304100) | Nürnberger Straße 21; 23; 25; 27; 29; 31 (Karte)      | 1953–1954 (Mehrfamilienwohnhaus) | Einzeldenkmal der Sachgesamtheit Wohnbebauung Nürnberger Straße: Häuserzeile mit sechs Eingängen; von baugeschichtlichem, sozialgeschichtlichem, stadtentwicklungsgeschichtlichem und städtebaulichem Wert. | 09216749 |
|                                         | Mietshaus in geschlossener Bebauung | Nürnberger Straße 30 (Karte)                          | um 1905 (Mietshaus) | bemerkenswerter Jugendstilbau, auffällig der geschwungene Giebel, rahmende seitliche Balkonachsen, organisch gestalteter Fassadenschmuck, künstlerisch und baugeschichtlich bedeutend, in seine Form singulär. | 09212556 |
|                                         | Doppelmietshaus in offener Bebauung | Nürnberger Straße 32; 34 (Karte)                      | 1904 (Doppelmietshaus) | Mietshaus; zeittypischer Bau von 1904 mit aufwendiger, historisierender Natursteinfassade und Jugendstilelementen, geprägt von Giebeln und Eckerkern, baugeschichtlich von Bedeutung. | 09212558 |
|                                         | Mietshaus in halboffener Bebauung | Nürnberger Straße 39 (Karte)                          | 1905 (Mietshaus) | repräsentativer Wohnbau aus dem Anfang des 20. Jahrhunderts zwischen Historismus und Jugendstil, im weiteren Sinne Reformarchitektur, dominiert von hohem Dach und breitem Erker mit Giebel und Balkonen, weitere An- und Aufbauten, dazu akzentuierender Schmuck, baugeschichtlich und künstlerisch bedeutend. | 09212557 |
|                                         | Mietshaus in geschlossener Bebauung | Nürnberger Straße 41 (Karte)                          | 1905 (Mietshaus) | repräsentativer Wohnbau aus dem Anfang des 20. Jahrhunderts zwischen Historismus und Jugendstil, im weiteren Sinne Reformarchitektur, dominiert von hohem Dach und breitem, aufragendem Giebel, seitlich Balkone/Loggien, Eingangsachse, dazu akzentuierender Schmuck, baugeschichtlich und künstlerisch bedeutend. | 09216709 |
|                                         | Mietshaus in geschlossener Bebauung | Nürnberger Straße 43 (Karte)                          | 1905 (Mietshaus) | repräsentativer Wohnbau aus dem Anfang des 20. Jahrhunderts zwischen Historismus und Jugendstil, im weiteren Sinne Reformarchitektur, dominiert von hohem Dach, Gliederung durch Achsen aus Giebeln und Balkonen seitlich des Eingangs, dazu akzentuierender Schmuck, baugeschichtlich und künstlerisch bedeutend. | 09216710 |
| Weitere Bilder                          | Mietshaus in halboffener Bebauung | Nürnberger Straße 45 (Karte)                          | 1905 (Mietshaus) | repräsentativer Wohnbau aus dem Anfang des 20. Jahrhunderts zwischen Historismus und Jugendstil, im weiteren Sinne Reformarchitektur, dominiert von hohem Dach, an der Ecke Haube, Giebeln und turmartigem Eckerker, weiterer Erker an der Straße, dazu akzentuierender Schmuck, baugeschichtlich und künstlerisch bedeutend. | 09216711 |
| Weitere Bilder                          | Doppelmietshaus in Ecklage | Nürnberger Straße 47 (Karte)                          | bezeichnet 1904 (Doppelmietshaus) | Doppelmietshaus (Hübnerstraße 15 und Nürnberger Straße 47) in offener Bebauung und Ecklage; repräsentative Jugendstilbauten mit aufwendiger Sandsteinfassade, im weiteren Sinne auch Beispiele des Reformstils, baugeschichtlich von Bedeutung. | 09212559 |
|                                         | Mietshaus in halboffener Bebauung | Nürnberger Straße 49 (Karte)                          | 1904, nach Adressbuch (Mietshaus) | Mietshaus; repräsentativer Bau mit Sandsteinfassade, barockisierendem Giebel, Loggien und sparsam eingesetzten Jugendstilformen, baugeschichtliche Bedeutung. | 09212560 |
| Weitere Bilder                          | Villa mit Einfriedung | Rugestraße 2 (Karte)                                  | 1884–1885 (Villa) | markanter historisierender Bau mit Klinker-Sandstein-Architektur, dominiert von Risalit und Eckturm, reicher Fassadenschmuck, Teil des Oevres der bekannten Dresdner Firma Lossow und Viehweger, baugeschichtlich und stadtentwicklungsgeschichtlich sowie künstlerisch bedeutend. | 09212566 |
|                                         | Gartenhaus | Rugestraße 3a (Karte)                                 | um 1930 (Gartenhaus) | gestalterisch qualitätvolles Beispiel der Holzhausarchitektur der 1920er oder 1930er Jahre, architekturhistorisch und künstlerisch bedeutend. | 09216714 |
| Weitere Bilder                          | Wandgestaltung | Rugestraße 10 (Karte)                                 | 1968 (Relief) | Wandgestaltung; frühes Beispiel dieser Form der architekturbezogenen Kunst, Teil des Werkes von Friedrich Kracht, einem bekannten Dresdner Bildhauer des 20. Jahrhunderts, kunstgeschichtlich und künstlerisch bedeutend | 09307079 |
| Weitere Bilder                          | Mietvilla | Rugestraße 11 (Karte)                                 | 1895 (Mietvilla) | repräsentativer historisierender Bau des ausgehenden 19. Jahrhunderts, Fassade durch zwei Risalite gegliedert, zeittypischer Fassadenschmuck, baugeschichtlich und stadtentwicklungsgeschichtlich bedeutend. | 09212563 |
| Weitere Bilder                          | Studentenwohnheim Rainer Fetscher; TU Dresden | Schnorrstraße 8; 10 (Karte)                           | 1953–1955 (Studentenwohnheim), 1953–1955 (Relief), 1953–1955 (Relief), 1953–1955 (Relief), 1953–1955 (Relief)                                                                    | Internat oder Studentenwohnheim der ehemaligen Technischen Hochschule (Fritz-Löffler-Straße 16/18 und Schnorrstraße 8/10); heute Studentenwerk, langgestrecktes, in traditioneller Bauweise errichtetes Gebäude mit Walmdach, gegliederten Sandstein-Putzfassaden und Erkern in Anlehnung an Dresdner Barocktradition, Ausgestaltung der Fassaden und Eingänge mit Reliefs, als eines der ersten Studentenwohnheime Dresdens nach dem Zweiten Weltkrieg historisch bedeutend, zudem gestalterisch markanter und qualitätvoller Bau der frühen DDR-Architektur, baugeschichtlicher und künstlerischer Wert. | 09212575 |
|                                         | Mietvilla mit Einfriedung | Schweizer Straße 5 (Karte)                            | 1873 (Mietvilla) | Mietvilla mit Einfriedung; historisierender Bau der Gründerzeit, als im Wesentlichen erhaltenes Gebäude des Schweizer Viertels stadtentwicklungsgeschichtlich bedeutend; historisierender Bau der Gründerzeit, als im Wesentlichen erhaltenes Gebäude des Schweizer Viertels stadtentwicklungsgeschichtlich bedeutend. | 09212646 |
| Weitere Bilder                          | Mietvilla | Winckelmannstraße 6 (Karte)                           | bezeichnet 1884 (Mietvilla) | markanter historistischer Bau des Schweizer Viertels, mit horizontaler Gliederung, Eckbetonungen und Zwerchhaus über seitlichem Risalit in Anlehnung an die Renaissance gestaltet, baugeschichtlich und stadtentwicklungsgeschichtlich bedeutend. | 09212574 |
|                                         | Mühlenbauanstalt und Maschinenfabrik Gebrüder Seck; später Firma Teekanne (Seelig & Hille) | Zwickauer Straße 27 (Karte)                           | 1909–1911 (Verwaltungsgebäude) | Verwaltungsgebäude; repräsentatives Gebäude mit hervorgehobenem Mittelteil, seitliche Fassaden durch Lisenen gegliedert, bemerkenswerter Industriebau seiner Zeit, baugeschichtlich wertvoll, als Teil einer der bedeutendsten Mühlenbauanstalten Sachsens und Deutschlands, man belieferte auch andere Länder, Maschinen von Seck stehen noch heute (2011) in der Dieschourg-Mühle im luxemburgischen Lauterborn, vor allem industriegeschichtlich von Belang. | 09215725 |
| Weitere Bilder                          | Universelle-Werke Dresden; Tabakuni; Tabak- und Industriemaschinen | Zwickauer Straße 46 (Karte)                           | 1940 oder 1942 (Fabrikgebäude) | Fabrikations- und Verwaltungsgebäude; Zigaretten-Maschinenfabrik, markantes Beispiel der Architektur der NS-Zeit mit repräsentativem und wuchtigem Kopfbau sowie rechteckigem Trakt mit aneinandergereihten Fensterachsen, welche die monumentale Wirkung der Anlage noch unterstreichen, baugeschichtlich und industriegeschichtlich bedeutend. | 09216720 |
|                                         | Milchkur-Anstalt „Sanitas“ | Zwickauer Straße 76 (Karte)                           | 1895–1896 (Trinkhalle) | Milchtrinkhalle; Milchkur-Anstalt, äußerlich in Teilen verändert, im Inneren beeindruckende Räumlichkeiten, von mehreren Ziegelgewölben überfangen, symmetrische Anlage mit säulengestützten Oktogon in der Mitte, beeindruckende Grundrisslösung, als architektonisches Zeugnis seiner Zeit und der Bauaufgabe baugeschichtlich bedeutend, Seltenheitswert. | 09306378 |
| Weitere Bilder                          | Bahnbetriebswerk Dresden-Altstadt | Zwickauer Straße 78; 86; 88 (Karte)                   | 1929–1930 (Bahnbetriebswerk), nach 1898 (Lokhalle 4), nach 1945 (Lokhalle 1), vor 1898 (Eisenbahnerwohnhaus)                                                                     | Bahnanlage mit zwei Lokschuppen (Lokhalle 1 und 4 einschl. Drehscheibe, Gleisanlage und Schornstein), Entaschungsanlage an Lokhalle 1, Wasserstation bzw. Wasserhaus an Lokhalle 1, drei Wasserkränen an Lokhalle 1 und 4, Verwaltungsgebäude, Wohnhaus, Lokomotiv-Betriebswerkstatt einschl. Gleisanlagen und drei im Werkstattgebäude laufenden Portalkränen, Schiebebühne einschl. Spill-Portalen und Einfriedung zur Zwickauer Straße; eisenbahngeschichtlich bemerkenswerte Anlage mit Seltenheitswert. | 09216044 |
| Direkt Bild zu diesem Denkmal hochladen | Schnellzugwagen C4ü Sa 07 der Königlich Sächsischen Staatseisenbahnen | Zwickauer Straße 86; 88 (Karte)                       | 1909 (Reisezugwagen) | Schnellzugwagen C4ü Sa 07 der Königlich Sächsischen Staatseisenbahnen mit Bestuhlung der 3. Klasse (Holzlattenbänke); letzte Betriebsnummer als Reisezugwagen: „Dresden 17787“, als letzter existierender D-Zug-Wagen sächsischer Herkunft verkehrsgeschichtlich bedeutend und singulär. | 09304149 |
|                                         | Tenderlokomotive BR 89 6009 | Zwickauer Straße 86; 88 (Karte)                       | bez. 1902 (Lokomotive) | Tenderlokomotive; Gattung T3 der preußischen Staatseisenbahnen, hergestellt von der Firma Humboldt aus Köln-Kalk, Nr. 89 6009, Museumslok der Deutschen Bahn, aufgestellt im Eisenbahnmuseum Bw Dresden-Altstadt, vergleichsweise altes Exemplar, technikgeschichtlich bedeutend, mit Seltenheitswert. | 09210369 |
| Direkt Bild zu diesem Denkmal hochladen | Schwere Einheitsschnellzug-lokomotive BR 01 137 | Zwickauer Straße 86; 88 (Karte)                       | 1935 (Lokomotive) | Schwere Einheitsschnellzuglokomotive; nahezu im Originalzustand erhalten, letzte Lokomotive dieser Form, Hersteller Firma Henschel/Kassel, technikgeschichtlich bedeutend, mit Seltenheitswert. | 09210363 |
| Direkt Bild zu diesem Denkmal hochladen | Zwei-Zylinder-Heißdampflokomotive BR 62 015 | Zwickauer Straße 86; 88 (Karte)                       | 1928 (Lokomotive), 1928 (Dampflokomotive) | Zwei-Zylinder-Heißdampflokomotive; letzte erhaltene Einheits-Personenzugtenderlokomotive der Baureihe 62 des Herstellers Henschel/Kassel, heute im Besitz des DB-Verkehrsmuseums Nürnberg und im Eisenbahnmuseum Bw Dresden-Altstadt abgestellt, funktionstüchtig, eisenbahngeschichtlich und technikgeschichtlich von Bedeutung. | 09210365 |
|                                         | Leichte Einheitsschnellzug-lokomotive BR 03 001 | Zwickauer Straße 86; 88 (Karte)                       | 1930 (Lokomotive) | Leichte Einheitsschnellzuglokomotive; als Baumusterlokomotive nahezu im Originalzustand erhalten, letzte Lokomotive dieser Form, Hersteller Firma Borsig/Berlin, technikgeschichtlich bedeutend, mit Seltenheitswert. | 09210364 |
| Direkt Bild zu diesem Denkmal hochladen | Historischer Reisezugwagen Dresden 73 413 | Zwickauer Straße 86; 88                               | 1936 (Reisezugwagen) | Historischer Reisezugwagen Dresden 73 413 (Gattung C4i 35a, Bauart Heidenau-Altenberg); Reisezugwagen von 1936 von Seltenheitswert und exemplarischem Wert, umgesetzt im April 2014 von Altenberg, Stadt, Müglitztalstraße 23, verkehrsgeschichtlich bedeutend und singulär. | 09305320 |

## Ausführliche Denkmaltexte
1. ↑  
Denkmaltext 

Die Franklinstraße 25 in Dresden gehört zu den wenigen (wohl insgesamt drei) noch vor 1945 entstandenen Häusern im so genannten Amerikanischen Viertel zwischen Bahnlinie und Reichenbachstraße. Im Gegensatz zum benachbarten noblen Schweizer Viertel war hier im ausgehenden 19. Jahrhundert ein charakteristisches gründerzeitliches Quartier zumeist in Blockrandbebauung entstanden. Abgesehen davon haben sich an den historisierenden Fassaden und vor allem im Treppenhaus des markanten Eckgebäudes noch viele gestalterische Elemente aus der Entstehungszeit erhalten, die es als wichtiges bauliches Zeitzeugnis der Architekturentwicklung in der Gründerzeit erscheinen lassen. Nach der vor 2010 erfolgte Sanierung zeigt es wieder die einstige Gliederung der Straßenfronten durch Putznutungen im Erdgeschoss, an den Gebäudekanten, der Hausecke und in Form von Diamantierungen auf den Brüstungsbereichen der Beletage. Die Denkmaleigenschaft ergibt sich somit aus der baugeschichtlichen und stadtentwicklungsgeschichtlichen Bedeutung (LfD/2007).
2. 1 2  
Denkmaltext 

Zum Mitschuringarten: 1955 entwarf Werner Bauch, Professor für Landschaftsarchitektur an der TH Dresden, einen Mitschuringarten für die Arbeiter- und Bauernfakultät der Technischen Hochschule. Dabei handelte es sich um einen Lehr- und Versuchsgarten, der eine Form des Unterrichts ermöglichte, die entsprechend der vom Ministerium für Volksbildung der DDR angestrebten Einheit von Theorie und Praxis biologische Forschungstätigkeit und Gartenarbeit miteinander verband. Der Garten wurde auf Grundlage der von der AG Mitschuringärten herausgegebenen „Anleitung zur Anlage von Mitschuringärten“ angelegt und besaß Demonstrationsflächen, Übungsflächen für die Studenten sowie Sonderflächen, auf denen ökologische Einflüsse auf Pflanzengemeinschaften gezeigt wurde. Obwohl der Mitschuringarten am Weberplatz nicht mehr als solcher genutzt wird, sind wichtige Elemente der Gestaltung heute noch erhalten und ablesbar: neben dem Wegesystem sind zwei Vivarien, die Reste eines Gewächshauses, die Bodenmodellierungen und Stützmauern im südlichen Bereich sowie ein Vielzahl von Gehölzen vorhanden.
Der Mitschuringarten ist als Werk Werner Bauchs von gartenkünstlerischer Bedeutung. Er verdeutlicht einen nur für einen kurzen Zeitraum (1951–1956) in der DDR propagierten pädagogischen Ansatz und ist damit auch von gartenhistorischer Bedeutung. Als einziger bekannter Mitschuringarten in Sachsen besitzt er außerdem Seltenheitswert (LfD/2018).
3. ↑  
Denkmaltext 

Der 1959 bis 1960 entstanden Andreas-Schubert-Bau am Zelleschen Weg in Dresden ist ein wichtiges Dokument für den Wandel in der DDR-Architektur um 1960 vom Stil der Nationalen Bautraditionen hin zu einer zeitgemäßen Bauweise. Das funktional wirkende Universitätsgebäude von Helmut Fischer und Heinz Stoll erinnert mit seinen hoch aufragenden Rasterfassaden an die Frühphase der modernen Nachkriegsarchitektur in Westeuropa Ende der 1950er Jahre. Die Stahlskelettkonstruktion des rechteckigen Hauptbaukörpers mit Flachdach und Funktionsaufbau wird an den schmucklosen Fronten durch quer- und senkrecht verlaufende Betonträger- und Stützen sichtbar gemacht. Seitlich und leicht versetzt erscheint das niedrigere Hörsaalgebäude mit Eingangsbereich. Der Ausbau der Technischen Hochschule in Dresden, seit 1961 Universität, zu einer »Kaderschmiede« des Sozialismus wurde von der DDR-Regierung gefördert. 
Neben dem Wiederaufbau des alten Campus entstanden zahlreiche Neubauten, wie der Andreas-Schubert-Bau. Dieser bildet ein markantes bauliche Zeugnisse der DDR-Architektur, die neben der allgemein verpönten »Platte« auch gestalterisch Anspruchsvolles und städtebaulich Unverwechselbares hervorbrachte (LfD/2019).
4. ↑  
Sachgesamtheit Wohnbebauung Nürnberger Straße, mit folgenden Einzeldenkmalen: Altenzeller Straße 16, 18, 20/Kaitzer Straße 30 (ID-Nr. 09216729), Altenzeller Straße 22–28 gerade/Kaitzer Straße 29 (ID-Nr. 09216730), Bernhardstraße 20–26 gerade/Eisenstuckstraße 15, 17 (ID-Nr. 09216733), Bernhardstraße 28, 30/Eisenstuckstraße 26, 28 (ID-Nr. 09216735), Bernhardstraße 36, 36a, 38, 38a (ID-Nr. 09216744), Eisenstuckstraße 16, 18 (ID-Nr. 09216741), Eisenstuckstraße 20, 22/Kaitzer Straße 37 (ID-Nr. 09216742), Hohe Straße 41, 43, 43a, 43b, 45, 47 (ID-Nr. 09216745), Hohe Straße 49, 51 (ID-Nr. 09216746), Kaitzer Straße 32, 33, 35/Eisenstuckstraße 9, 11 (ID-Nr. 09216743) und Nürnberger Straße 10–16 gerade (ID-Nr. 09216747), Nürnberger Straße 13–19 ungerade (ID-Nr. 09216748), Nürnberger Straße 16a, 16b (ID-Nr. 09216707), Nürnberger Straße 18–28 gerade/Bernhardstraße 34 (ID-Nr. 09216738) und Nürnberger Straße 23–31 ungerade (ID-Nr. 09216749) und die Außenanlagen vor und hinter den Gebäuden (als Sachgesamtheitsteile); Wohnbebauung bzw. -anlage (Teil des Sonderbauprogramms für Arbeiter des Bergbaus), die Wohnanlage im Geviert Altenzeller-, Bernhard-, Hohe- und Nürnberger Straße sowie südlich der Nürnberger Straße besteht aus 15 Baukörpern (längliche und L-förmige Wohnblocks mit zwei bis maximal sieben Eingängen), die sich unregelmäßig in das ursprüngliche Straßenraster einfügen, drei als „Torhäuser“ gestaltete Bauten gehen über die alten Straßenzüge hinweg, Gebäude in traditioneller Bauweise mit klassizistischen Elementen (Friesen unter der Dachtraufe usw.), dabei einige gestalterisch hervorgehoben, z. B. das „Torhaus“ Hohe Straße 41–47, bauliches Zeugnis des Wiederaufbaus nach 1945, von baugeschichtlichem, sozialgeschichtlichem, stadtentwicklungsgeschichtlichem und städtebaulichem Wert.
5. 1 2 3 4 5 6 7 8 9 10 11 12 13 14 15 16 17 18 19 20 21 22   
Einzeldenkmal der Sachgesamtheit Wohnbebauung Nürnberger Straße: Häuserzeile mit mehreren Eingängen; Teil einer bemerkenswerten DDR-Siedlung um 1955, in traditioneller Bauweise mit klassizistischen Elementen (Friesen unter der Dachtraufe usw.) errichtet, zudem bauliches Zeugnis des Wiederaufbaus nach 1945, von baugeschichtlichem, sozialgeschichtlichem, stadtentwicklungsgeschichtlichem und städtebaulichem Wert.
6. ↑  
Denkmaltext 

Nach Recherchen in den historischen Adressbüchern Dresdens ist das Postamt 32 in der Bergstraße 56 in Dresden, OT Südvorstadt-West im Zeitraum zwischen 1918 und 1919 errichtet worden. Nach Fertigstellung erscheint das Deutsche Reich (Reichspost- und Telegraphenverwaltung) als Eigentümer. In dem markanten Bau befand sich auch das Fernsprechunteramt Dresden-Süd Abgesehen von der baugeschichtlichen Bedeutung als Beispiel für die versachlichte Architektur nach 1900 ist das hier zu beurteilende Objekt ein wichtiges Dokument für das deutsche Postwesen um 1920. Im Zuge der Reichsgründung 1871 schuf man ein Postgesetz, das Aufgaben und Postdienste für alle Landesteile regelte. Den Schlusspunkt dieser Entwicklung bildete das Monopol der Reichspost, denn im Jahre 1899 wurden alle anderen gewerbsmäßig betriebenen postähnlichen Einrichtungen verboten. Verbesserungen und Innovationen im Postwesen gingen nun, einmal abgesehen von Bayern und Württemberg, wo noch bis 1920 eine eigene Landespost existierte, von einer Behörde aus. Abgesehen davon wurden während dieser Entwicklung alle Städte des Landes bis zum Ersten Weltkrieg mit zumeist repräsentativen Amtsgebäuden bedacht. Für derartige Aufgaben gab es beim Reichspostministerium ein eigenständiges Ressort mit Baubeamten. Die Entstehungszeit des hier zu beurteilenden Objektes deutet darauf hin, dass es noch zur Kaiserzeit geplant wurde (LfD/2016).
7. ↑  
Denkmaltext 

Bei dem 1914 errichteten Villengebäude an der Ecke Bernhardstraße und Bayreuther Straße handelt es sich um einen zweigeschossigen, freistehenden Bau mit hohem Walmdach. Die Gartenseite wird von einem Anbau über polygonalem Grundriss belebt. Des Weiteren gibt es zwei Anbauten an der Nordwestseite und der Südostseite, jeweils mit neuzeitlichen verglasten Überdachungen. Diese sollen während der anstehenden Sanierung 2010/2011 zum Teil entfernt werden. Ursprünglich wurde das markante Gebäude auf drei Seiten von einem Sohlbankgesims gegliedert. Die meisten Fenster des Obergeschosses hatten Klappläden. Die Front zur Bayreuther Straße zeigte jene für die Zeit typischen Blendbögen. Darüber hinaus fanden sich akzentuierende Schmuck- und Gliederungselemente, wie die erhaltenen Bauakten zeigen. Aus diesen geht hervor, dass die Bauleitung in den Händen von Fr(iedrich) Brauer lag, während Curt Reimer für die Ausführung verantwortlich war. Des Weiteren erscheint der Name des Baumeisters Iwan Schlotte, auf den wohl ein späterer Teilumbau zurückgeht. Im Inneren der Villa hat sich noch der überwiegende Teil der Ausstattung, vor allem im Hochparterre, erhalten. Hier werden die Räumlichkeiten von Stuckdekor, Parkett, Wandvertäfelungen, Einbauschränken, einem Kamin, Heizungsverkleidungen und einem Wasserbecken aus Marmor belebt. Darüber hinaus erscheinen die Fenster aus der Entstehungszeit bemerkenswert.
Das für eine Familie errichtete Haus ist gestalterisch vergleichbar mit der Villa Kaufmann Bahnhofstraße 25 im Ortsteil Niedersedlitz. Das 1911–1912 durch das Büro Lossow & Kühne erbaute Gebäude zeigt eine vergleichbare Fassadengliederung mit Blendbögen im Hochparterre und Sohlbankgesims zum Obergeschoss.
Die Denkmaleigenschaft des Anwesens ergibt sich aus der baugeschichtlichen und künstlerischen Bedeutung des erhaltenen Interieurs der Villa. Dieses ist gestalterisch höchst anspruchsvoll und ein erhaltenswertes Zeugnis für die Innenarchitektur Anfang des 20. Jahrhunderts. Dabei besitzt sie Seltenheitswert, da sich nur noch in wenigen Wohnbauten dieser Zeit Ausstattungen in diesem Umfang erhalten haben (LfD/2014).
8. 1 2 3 4 5  
Gerichtskomplex (ehem.), heute Universität, bestehend aus eigentlichem Gerichtsgebäude mit mehreren Flügeln an Georg-Schumann-Straße, Münchner Platz, George-Bähr-Straße und Helmholtzstraße (Georg-Schumann-Bau und Tillich-Bau), der südöstlich gruppierten einstigen Untersuchungshaftanstalt über kreuzförmigem Grundriss (Hülsse-Bau); die Denkmaleigenschaft ergibt sich aus der architekturgeschichtlichen, historischen, künstlerischen und städtebaulichen Bedeutung, also dem dokumentarischen Wert insbesondere für die Architektur Anfang des 20. Jahrhunderts, der Bedeutung für die Deutung eines Ereignisses und des Erinnerungswertes, das Gericht war Ort vor allem der Verfolgung von Gegnern des Nationalsozialismus, der gestalterischen Qualität mit der die Anlage das ästhetische Empfinden eines Betrachters in besonderem Maße anspricht und der Bedeutung für die Umgebung und das Ortsbild.
9. ↑  
Denkmaltext 

Das 1904 erbaute herrschaftliche Mietshaus Helmholtzstraße 1 in Dresden, OT Südvorstadt-West, ursprünglich Teil einer geschlossenen Bebauung an der Münchner Straße, befindet sich in einem Quartier nördlich des TU-Geländes, das mehrere vergleichbare Bauten in offener und geschlossener Bebauung prägt. Es wird durch die Münchner Straße, die Hettner Straße, die George-Bähr-Straße und die Helmholtzstraße begrenzt. Entwurf und Ausführung lagen in den Händen des Architekten und Baumeisters Karl Böhme.
Das viergeschossige Mietshaus mit Natursteinfassade erscheint als äußerst repräsentatives, historisierendes Wohngebäude mit Turmanbau und vielgestaltigen Fassaden mit Gurtgesims und zweigeschossigen, vorgesetzten Balkonen. Der, wie um diese Zeit schon typisch, versachlichte Dekor zeigt Gestaltungselemente, die im ekletizistischen Sinne verschiedenen Stilvorbildern von der Romanik bis zum Barock entlehnt wurden. Demnach finden sich an den Fronten Rundbogenfriese, Vorhangbogenfenstern, Beschlagwerk und Spiegel. Vom Gesamteindruck her dominieren die älteren Epochen, vor allem die Gotik, wobei sich im Detail auch geschwungene barocke Elemente, insbesondere an der Eingangstür, zeigen. Das hier zu beurteilende Objekt ist somit ein bemerkenswertes und eindrucksvolles bauliches Zeugnis des Historismus um und nach 1900, was seine baugeschichtliche Bedeutung begründet. Der Historismus war von etwa 1830 bis Anfang des 20. Jahrhunderts der beherrschende Architekturstil in Deutschland.
In den großzügigen Wohnungen der Häuser zwischen Münchner Straße, Hettner Straße, George-Bähr-Straße und die Helmholtzstraßedes lebten auch Mitarbeiter der damaligen Technischen Hochschule (heute Technische Universität) Dresden. Neben der baugeschichtlichen Bedeutung besitzt die Helmholtzstraße 1 auch einen künstlerischen Wert. Die reiche Dekoration spricht das ästhetische Empfinden eines Betrachters in besonderem Maße an und hebt den 1904 entstandenen Bau aus der Masse jener um diese Zeit entstandenen Bauten (einmal abgesehen von dem eingangs beschriebenen Quartier) heraus.
Der Erhalt der Helmholtzstraße 1 in Dresden, OT Südvorstadt-West liegt auch im öffentlichen Interesse. Derartig aufwendige Historismusbauten werden sowohl von der Bevölkerung als auch Fachkreisen als Denkmale anerkannt. Darüber hinaus ist ein Objekt schon alleine wegen seines künstlerischen Werte im Sinne des Gesetzes erhaltenswert (LfD/2019).
10. ↑  
Denkmaltext 

Die Villa ist als historistisches Wohngebäude des ausgehenden 19. Jahrhunderts baugeschichtlich bedeutend. Die kleine, 1910 auf Veranlassung des damaligen Bauherren, Herrn Direktor Rudolf Liebig, errichtete Automobil-Garage bildet mit der Hauptsache, der Villa, eine Einheit von Denkmalwert. Abgesehen davon ist diese, wenn auch nur ein Nebengebäude, ein markantes und exemplarisches Beispiel für die Architektur ihrer Zeit.
11. ↑  
Denkmaltext 

Bei der o. g. Villa Hübnerstraße 8 in Dresden, OT Südvorstadt-West handelt es sich um ein baugeschichtlich und stadtentwicklungsgeschichtlich bedeutendes Kulturdenkmal an dessen Erhalt ein öffentliches Interesse besteht.
Das eingeschossige Haus mit ausgebautem Mansarddach, weit vorkragendem zweigeschossigen Mittelrisalit und seitlichem Turmanbau wurde 1897–1898 errichtet. Bauherr war der Fabrikbesitzer und Konsul Gustav-Richard Tiedemann. Die baugeschichtliche Bedeutung der markanten, auf einem wuchtigen Sockel ruhenden Fabrikantenvilla resultiert aus dem Zeugniswert für die Architektur des Historismus der zweiten Hälfte des 19. Jahrhunderts. Sie zeigt eine Vielzahl von Gestaltungselementen die für diesen Stil typisch waren. So finden sich neben Dreiecksgiebeln, aufwendige Fenstereinfassungen, Profilierungen und Holzzierrat. Vermutlich ist der Bau Jahre später erweitert worden, der rückwärtige zweigeschossige Teil deutet darauf hin. Abgesehen davon ist die Hübnerstraße 8 ein charakteristisches Beispiel für die Bauaufgabe Villa, die gerade in jener Zeit, Industrialisierung und Gründerzeit, eine wichtige Rolle spielte.
Darüber hinaus gehört die Hübnerstraße 8 zum so genannten Schweizer Viertel, dem ältesten, noch erhaltenen Villenquartier der Stadt Dresden, was die stadtentwicklungsgeschichtliche Bedeutung des hier zu beurteilenden Objektes begründet. Nannte einer um 1900 als Wohnadresse Schweizer Viertel erhob ihn das in den Augen der anderen. Das Quartier südwestlich des Hauptbahnhofs war bis 1945 eine vornehme, ja elitäre Wohngegend. Im gesamten Gebiet waren Einzelhäuser in schönen Gärten, also der Bau von wirklichen Villen, vorgeschrieben.
Das öffentliche Erhaltungsinteresse ergibt sich bei der Villa Hübner Straße 8 in Dresden, OT Südvorstadt-West vor allem aus der Tatsache, dass derartige Anwesen von einem breiten Sachverständigenkreis und der Bevölkerung als Kulturdenkmale anerkannt werden (LfD/2015).